# Place Galilée (Louvain-la-Neuve)
Pour les articles homonymes, voir Place Galilée.
La place Galilée est un ensemble architectural de style brutaliste édifié de 1970 à 1973 à Louvain-la-Neuve, section de la ville belge d'Ottignies-Louvain-la-Neuve, en Brabant wallon.

## Localisation
La place Galilée se situe dans le quartier est de la ville.
Elle assure la transition entre la place des Sciences et la rue des Wallons, qui descend vers la place des Wallons, la gare de Louvain-la-Neuve et les Halles universitaires. De la place part également la ruelle Saint-Éloi qui descend vers le « Cercle Industriel » ou « CI », le cercle des étudiants de polytechnique.
Au nord, elle donne accès à l'avenue Georges Lemaître et à la place Louis Pasteur (qui abrite les bâtiments Lavoisier, Mercator et Van Helmont, nouveau siège de la Bibliothèque des sciences et technologies de l'UCLouvain) et, au sud, au Pont-neuf et à l'avenue du jardin Botanique où se dresse la ferme du Biéreau, transformée en centre culturel musical.

## Historique

### Genèse de la ville universitaire de Louvain-la-Neuve
Au cours des années 1960, le nombre d'étudiants de l'Université catholique de Louvain augmente rapidement en raison de l'évolution démographique et de la démocratisation des études supérieures. La loi du 9 avril 1965 sur l'expansion universitaire autorise la partie francophone de l'Université à envisager son expansion à Woluwe-Saint-Lambert et en Brabant wallon, ce qui amène l'Université à acquérir 150 hectares dès septembre 1966 sur le plateau agricole de Lauzelle à Ottignies.
Par ailleurs, les tensions entre les communautés linguistiques francophone et néerlandophone deviennent explosives à cause des revendications du mouvement flamand (né dès 1840) qui exige l'homogénéité culturelle de la Flandre. Ces tensions atteignent leur paroxysme en 1967-1968 avec l'affaire de Louvain, crise politique connue sous les noms de « Walen Buiten » (« Les Wallons dehors ») et de « Leuven Vlaams » (« Louvain flamande ») durant laquelle les Flamands exigent le départ des étudiants francophones de Louvain au nom du droit du sol et de l'unilinguisme régional, ce qui amène l'Université à décider le transfert intégral de sa section francophone hors de Louvain et à faire sortir de terre une ville universitaire entièrement neuve à Ottignies à partir de 1970,.
La loi du 24 mai 1970 institue deux universités séparées, la première pierre de la ville nouvelle de Louvain-la-Neuve est posée le 2 février 1971 et la faculté des Sciences appliquées ainsi que les premiers habitants s'y installent dès 1972.

### Grandes phases de la construction de la ville
La construction de la ville commence dès 1970 avec le quartier est, qui regroupe le Cyclotron (1970-1972), la place Sainte-Barbe (1970-1972), la Bibliothèque des Sciences (1970-1973),, la place des Sciences (1970-1976), la place Galilée, la place Louis Pasteur (1973-1974),,, et la place Croix-du-Sud (1974-1975),.
Elle se poursuit en 1974-1976 avec l'axe constitué par les rue et place des Wallons,,,,, la gare de Louvain-la-Neuve et les Halles universitaires,.
À cette époque, le centre-ville de Louvain-la-Neuve est constitué par la place des Sciences, la place Galilée et les rue et place des Wallons,,,.
La troisième phase de construction (1977-1981) entraîne la construction d'une partie du centre-ville actuel, avec les Auditoires Agora en 1977, la place Montesquieu de 1973 à 1981,,,,, le Collège Érasme, la place Blaise Pascal et une partie de la place Cardinal Mercier en 1979, et enfin le Collège Albert Descamps sur la Grand-Place de Louvain-la-Neuve de 1976 à 1981.
Le centre-ville se déplace alors progressivement, vers l'axe constitué par la place de l'Université, la Grand-Rue et la Grand-Place.
La quatrième phase de construction (1996-présent) vise à l'achèvement du centre-ville, avec la finalisation de la place Cardinal Mercier où les collèges Désiré Mercier et Michotte sont bâtis entre 1996 et 1999, l'Aula Magna bâtie entre 1999 et 2001, la finalisation de la Grand-Place de Louvain-la-Neuve avec le complexe de cinéma édifié en 2000-2001 et le côté nord de la Grand-Place,, l'Esplanade et la rue Charlemagne (2005), le Musée Hergé (2009) et enfin le Resort Urbain Agora (2015-2018),.

### Édification de la Place Galilée
La place Galilée participe donc de la première vague de construction et est contemporaine de la place des Sciences (1970-1976).

## Architecture

### Bibliothèque, médiathèque et restaurants universitaires (1972)

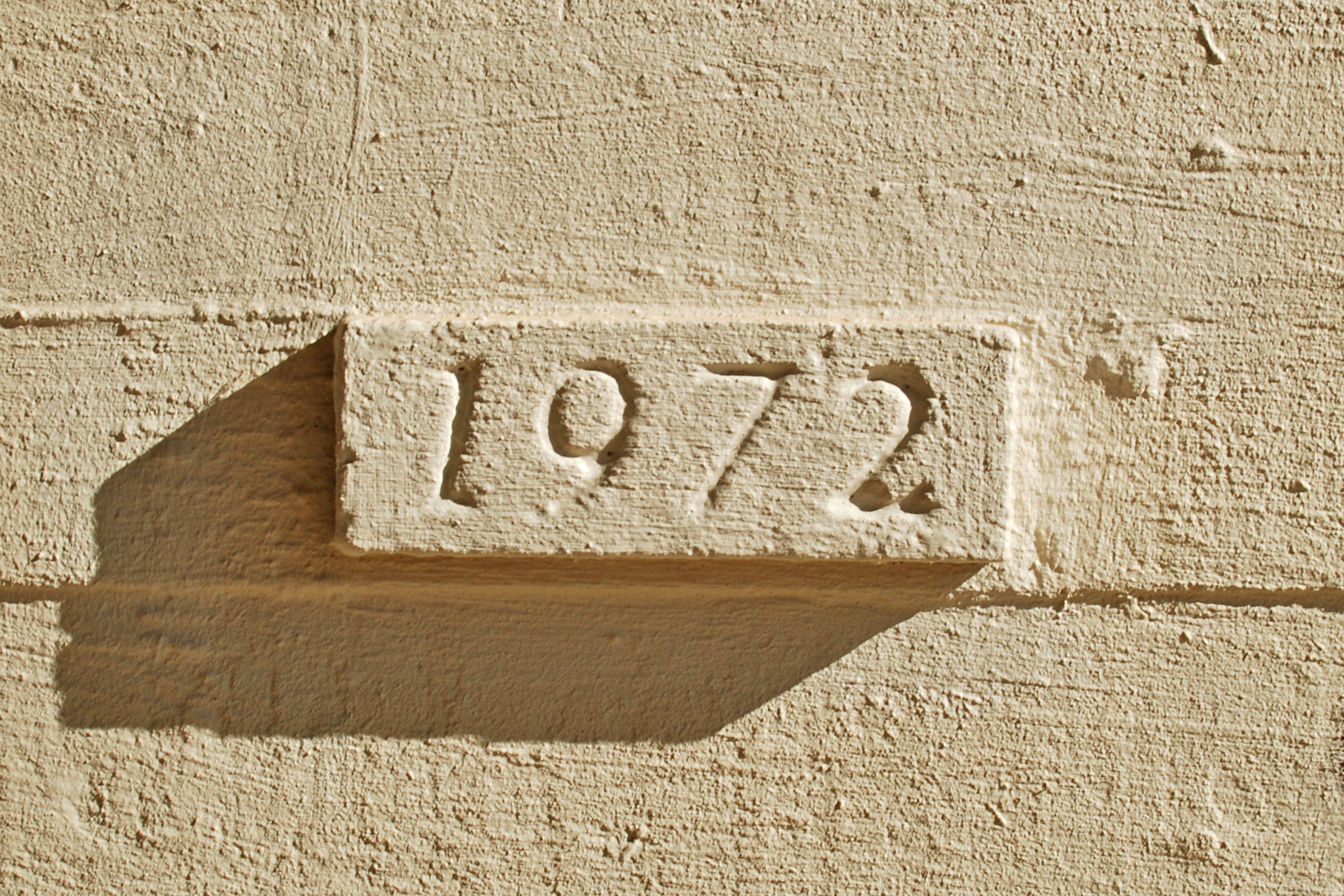
Millésime et « béton brut » des restaurants universitaires.

L'angle nord-est de la place Galilée est bordé par un bâtiment de style brutaliste qui abrite les restaurants universitaires, la bibliothèque publique et la médiathèque, remplacée en avril 2024 par l'association Pro Velo,,.
Ce bâtiment, construit par André Jacqmain en 1972, est très représentatif de l'architecture brutaliste, caractérisée notamment par des façades de « béton brut » sans revêtement, dont les surfaces présentent souvent une texture héritée du bois de coffrage, le béton « brut de décoffrage »,, gardant la marque des planches de bois qui ont servi au moulage, leurs veinures ainsi que leurs lignes de jointure.
Les restaurants universitaires, dont les façades combinent briques et « béton brut » (avec une nette prédominance de ce dernier), sont recouverts de deux toitures en bâtière d'ardoises presque symétriques, dont les eaux s'écoulent dans de puissantes corniches en forte saillie portées par des colonnes en « béton brut » en forme d'équerre.
Le niveau inférieur, situé place Galilée, face à la rue des Wallons, abrite la médiathèque et la bibliothèque de Louvain-la-Neuve.
Le bâtiment fait l'objet d'une « inscription » comme monument et figure à l'Inventaire du patrimoine immobilier culturel de la Wallonie sous la référence 25121-INV-0072-01.

Les restaurants universitaires
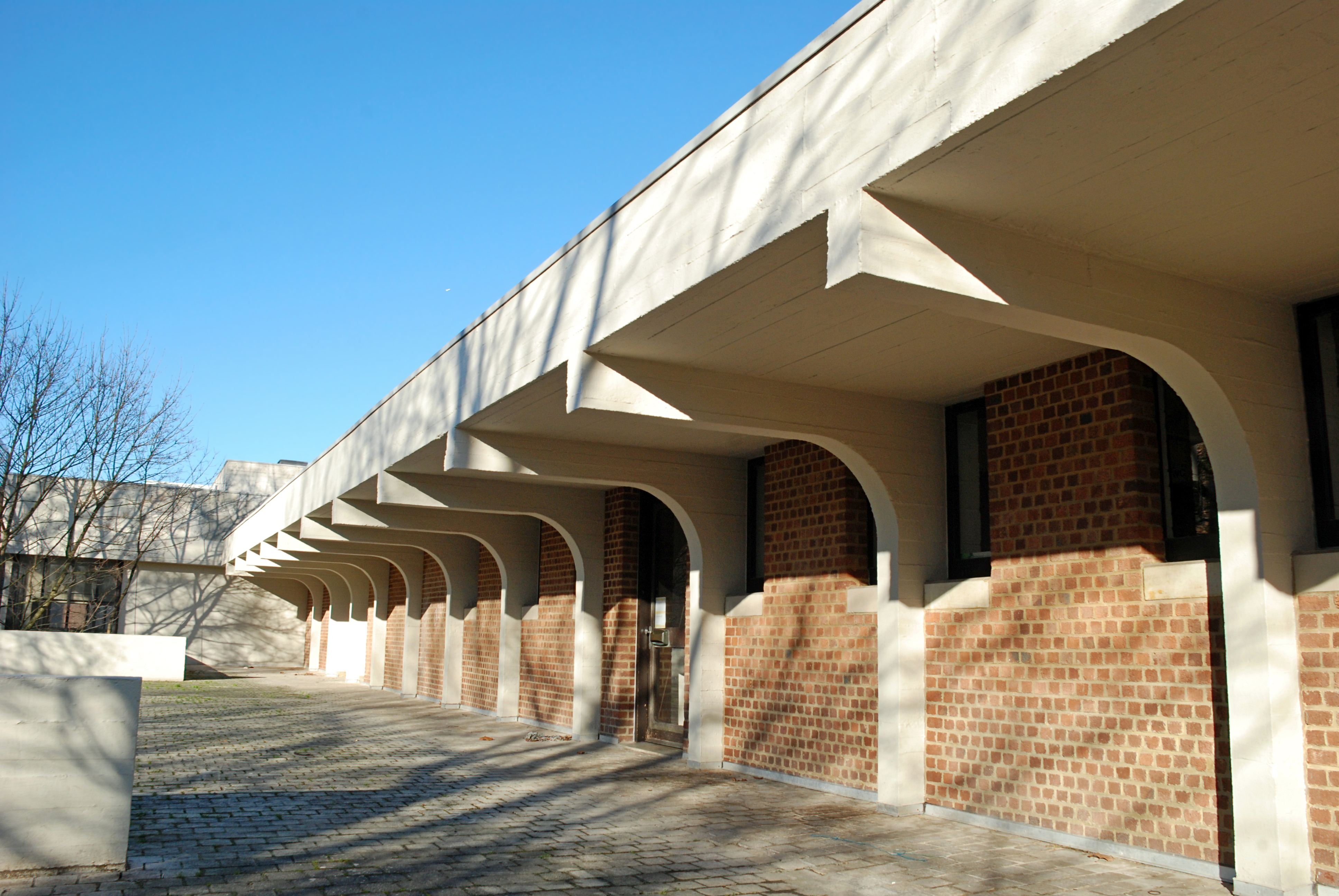
Colonnes en équerre de la façade ouest (place Galilée).
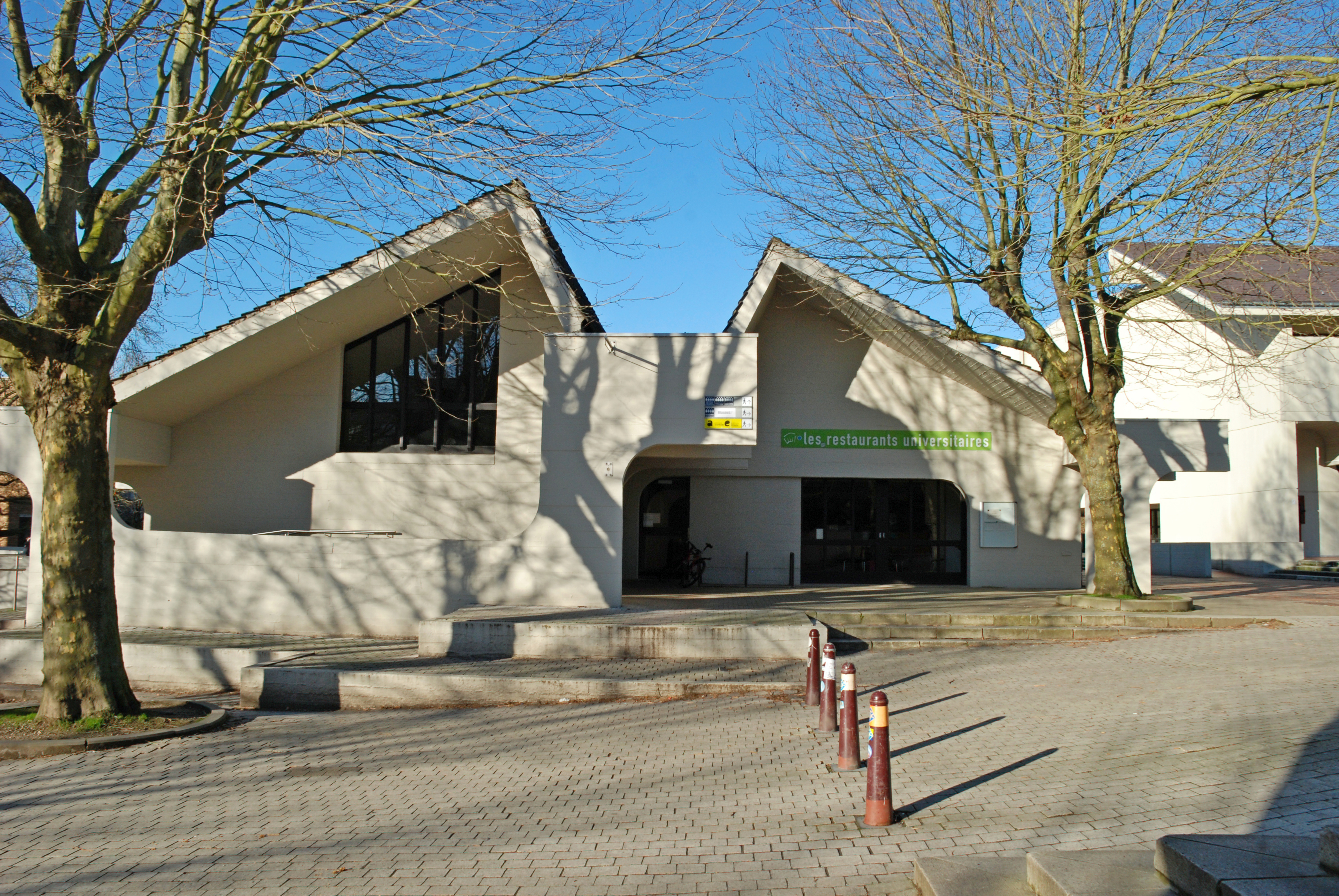
Façade sud (place Galilée).
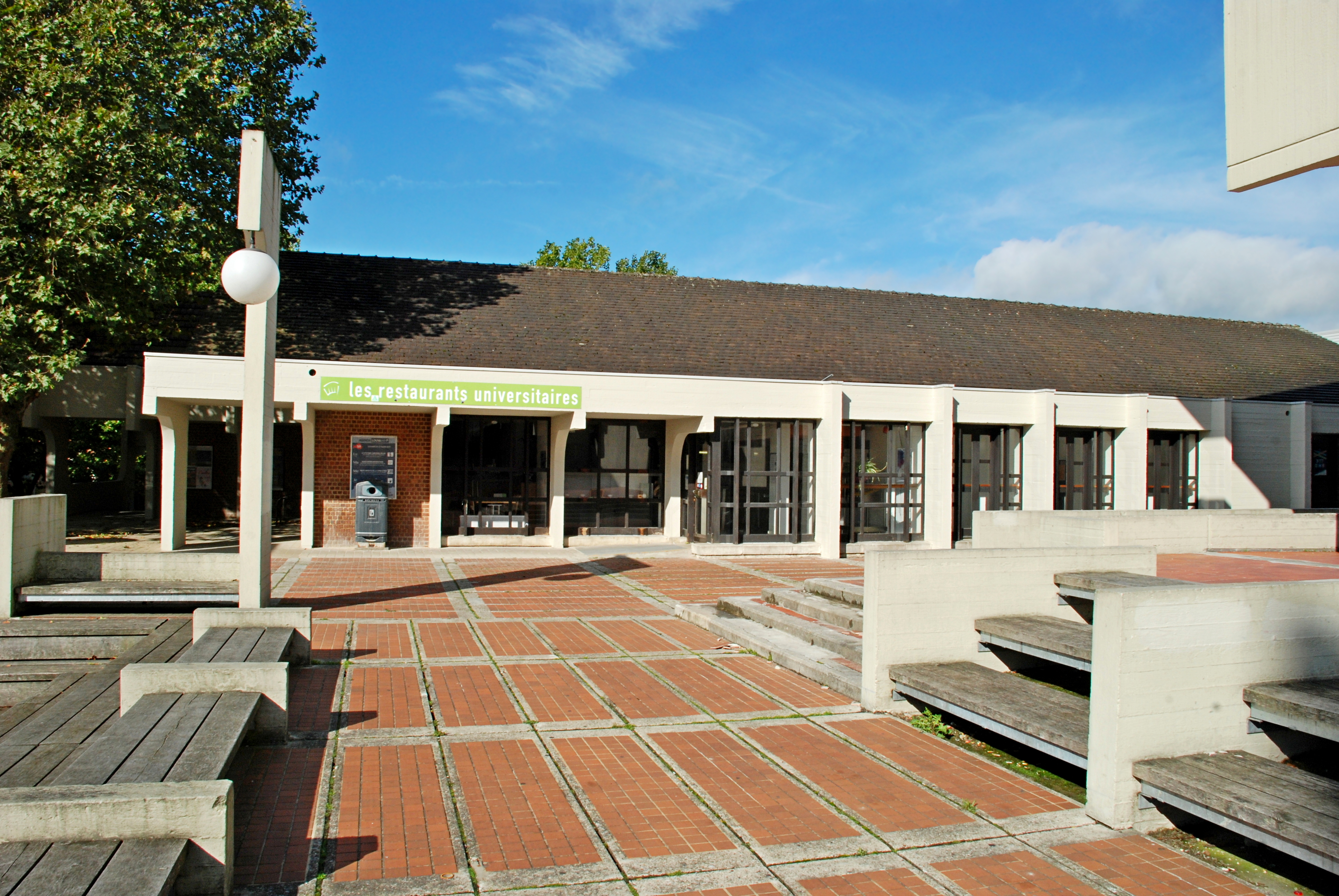
Façade est (place des Sciences).

### Café ditChez Cheops
Dans l'angle sud-est, un café surnommé Chez Chéops à cause de sa forme pyramidale rompt avec le style des autres bâtiments.
Les maçonneries, trois fois moins hautes que l'énorme toiture pyramidale en ardoises brunes, sont clairement faites de surfaces de « béton brut », mais elles sont tellement petites qu'on les remarque à peine, du moins du côté de la place des Sciences; elles sont par contre nettement plus visibles à l'arrière du café, côté sud.
Le bâtiment est surmonté d'une petite cheminée ronde en briques dont certaines en saillie.

Café dit Chez Cheops
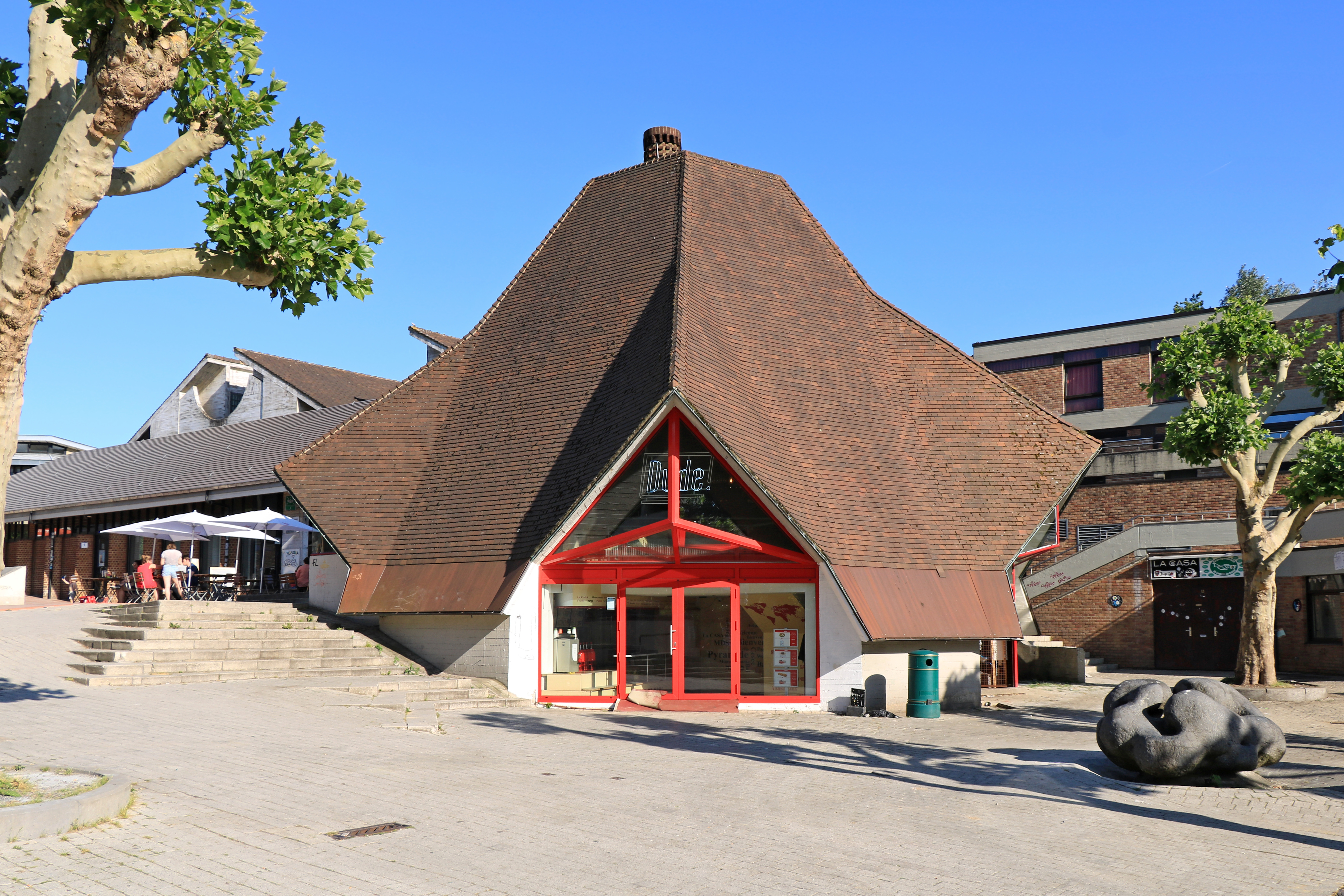
La silhouette pyramidale du café.
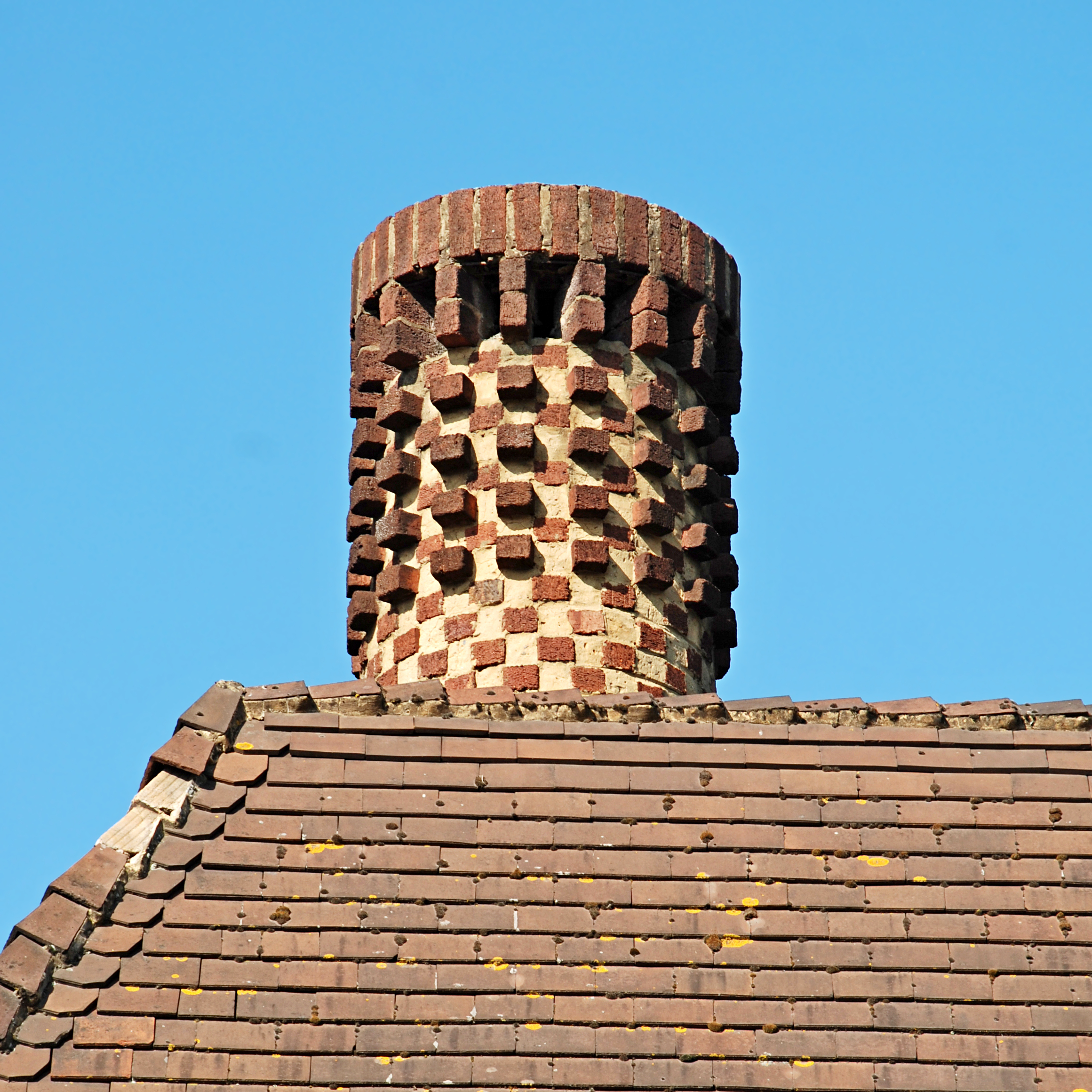
La cheminée ronde en briques.
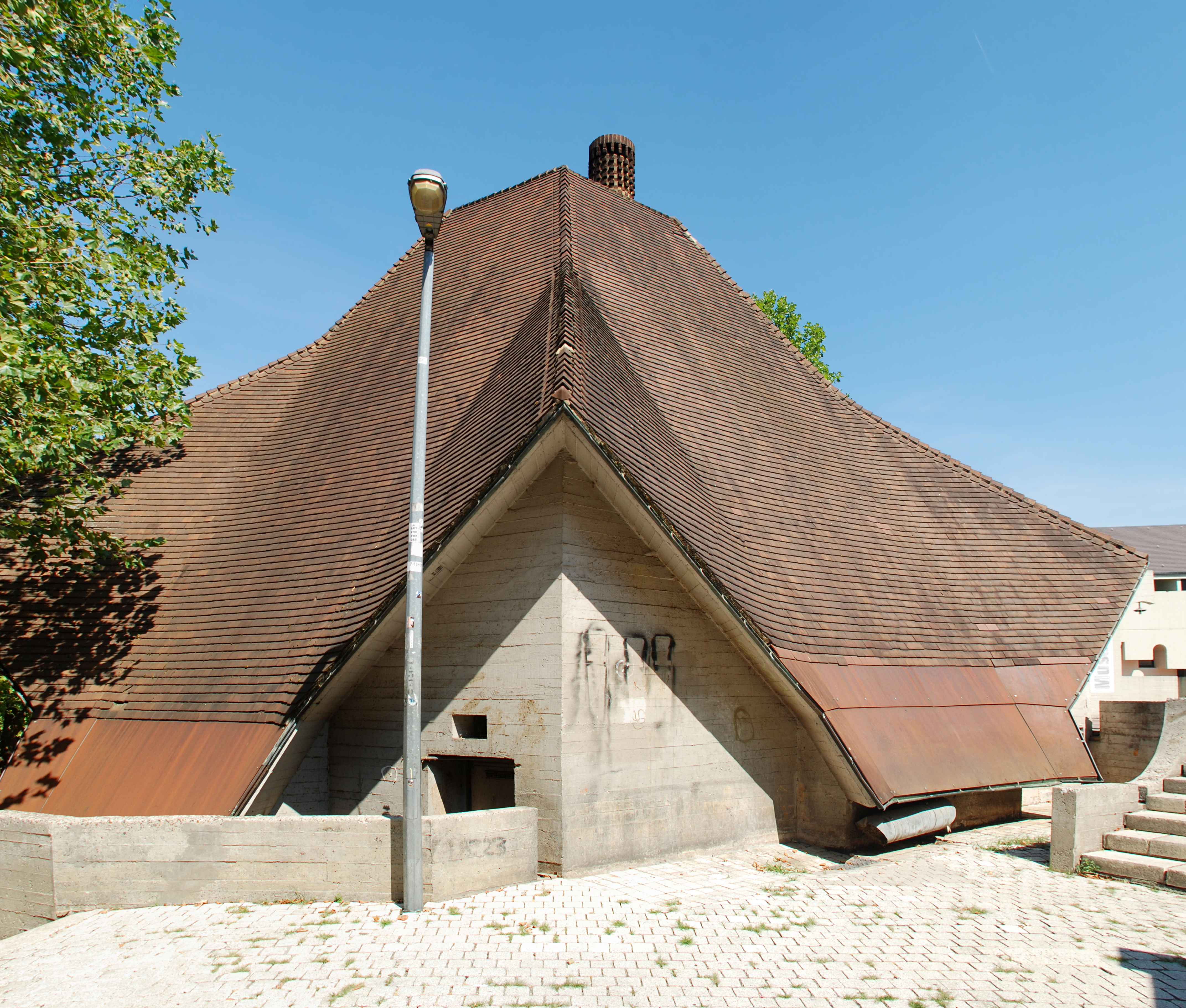
Les surfaces de « béton brut » à l'arrière du café.

### Cercles étudiants

#### Maison des Sciences (ancien « Maphys »)
Le côté ouest de la place est fermé par un bâtiment de cinq travées et de trois niveaux, édifié en briques orange et en « béton brut » et couvert d'une toiture plate. Chacune des travées est composée de la superposition de trois parallélépipèdes de brique en encorbellement, dont au moins un abrite un balcon.
L'édifice abritait jadis le « Maphys », le cercle des étudiants en math et en physique, un des deux premiers cercles étudiants établis à Louvain-la-Neuve avec le « Cercle Industriel » (le « C.I. », cercle des étudiants de polytechnique). Il abrite maintenant le cercle des étudiants de la Faculté des Sciences de l'UCLouvain appelé « Maison des Sciences » ainsi que les locaux de « Scienceinfuse », l'Antenne de Formation et de Promotion du secteur des sciences et technologies de l'UCLouvain
.

#### Cercle Agro
Le côté sud de la place, quant à lui, accueille un bâtiment très représentatif du style brutaliste, qui combine des volumes polygonaux alternant pans de maçonnerie de briques orange et bandeaux horizontaux de béton brut.
La Ciaco, coopérative de papeterie, d'imprimerie et de librairie, fut le premier occupant de cet édifice de 1973 à la fin des années 1970,. Le bâtiment abrite aujourd'hui le Cercle Agro, le cercle des étudiants de la Faculté des bioingénieurs, qui était situé Rampe des Ardennais depuis l'installation de la faculté d'agronomie dans les années 1970 et a déménagé en 2000 vers la place Galilée. 
Adossé au cercle Agro se trouve le siège de l'association régionale « La Carolo », appelée « Al fosse ».
Enfin, l'angle sud-ouest de la place Galilée est occupé par le service des logements de l'UCLouvain (ADAE - LOGE).

Cercles étudiants
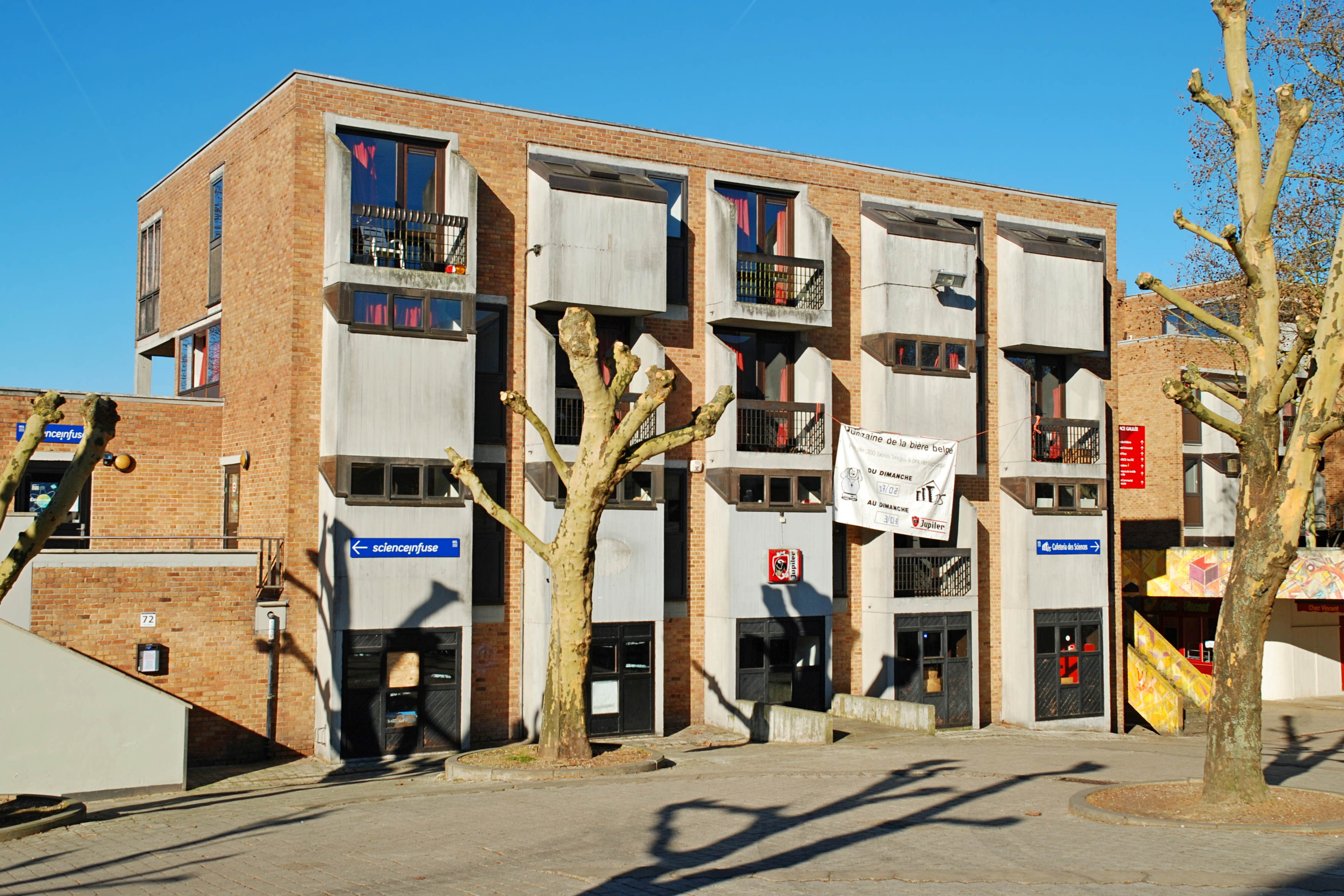
L'ancien « Maphys », aujourd'hui « Scienceinfuse » et cafétéria des sciences.
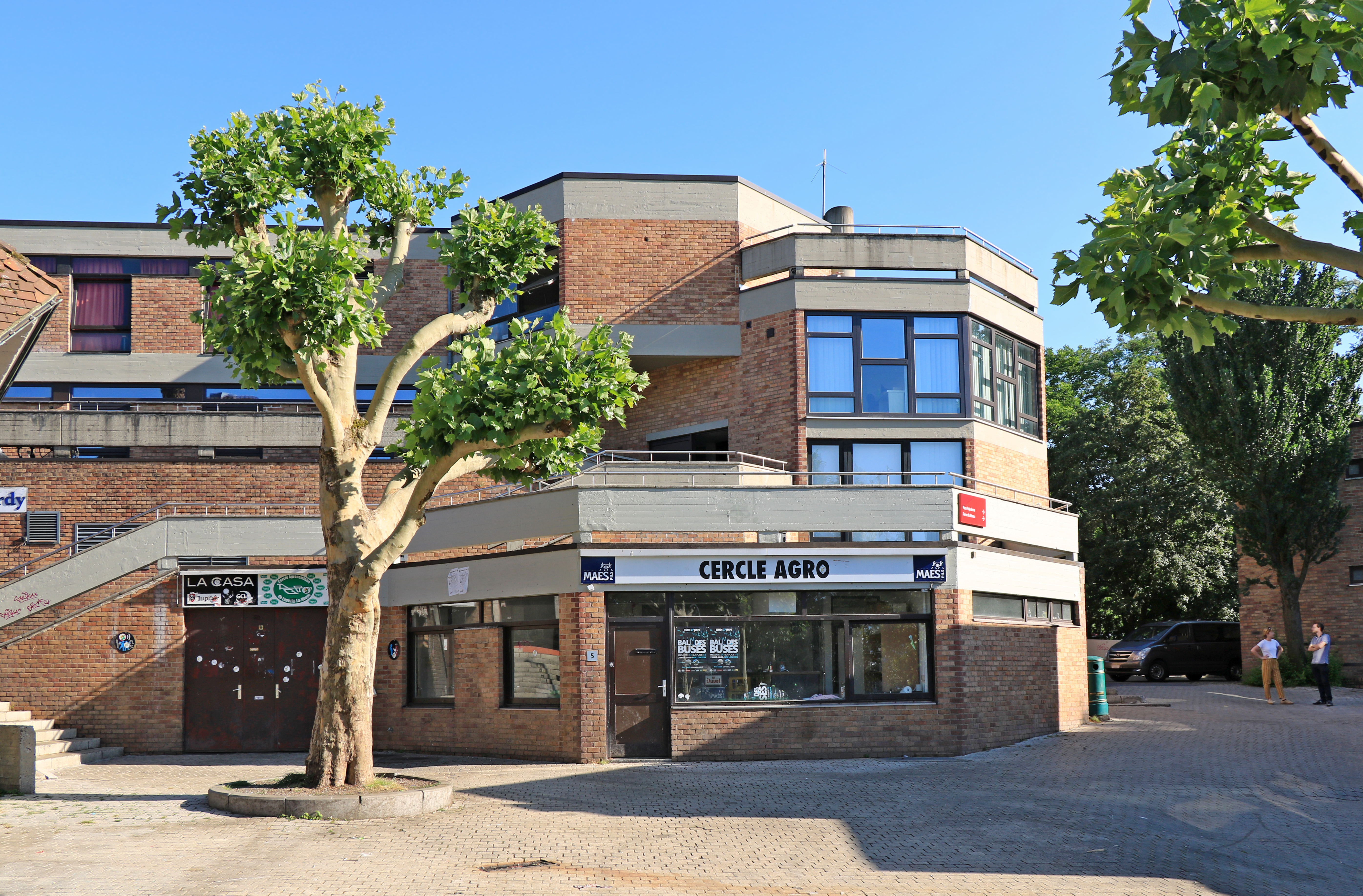
L'ancienne Ciaco, aujourd'hui Cercle Agro (façade principale).
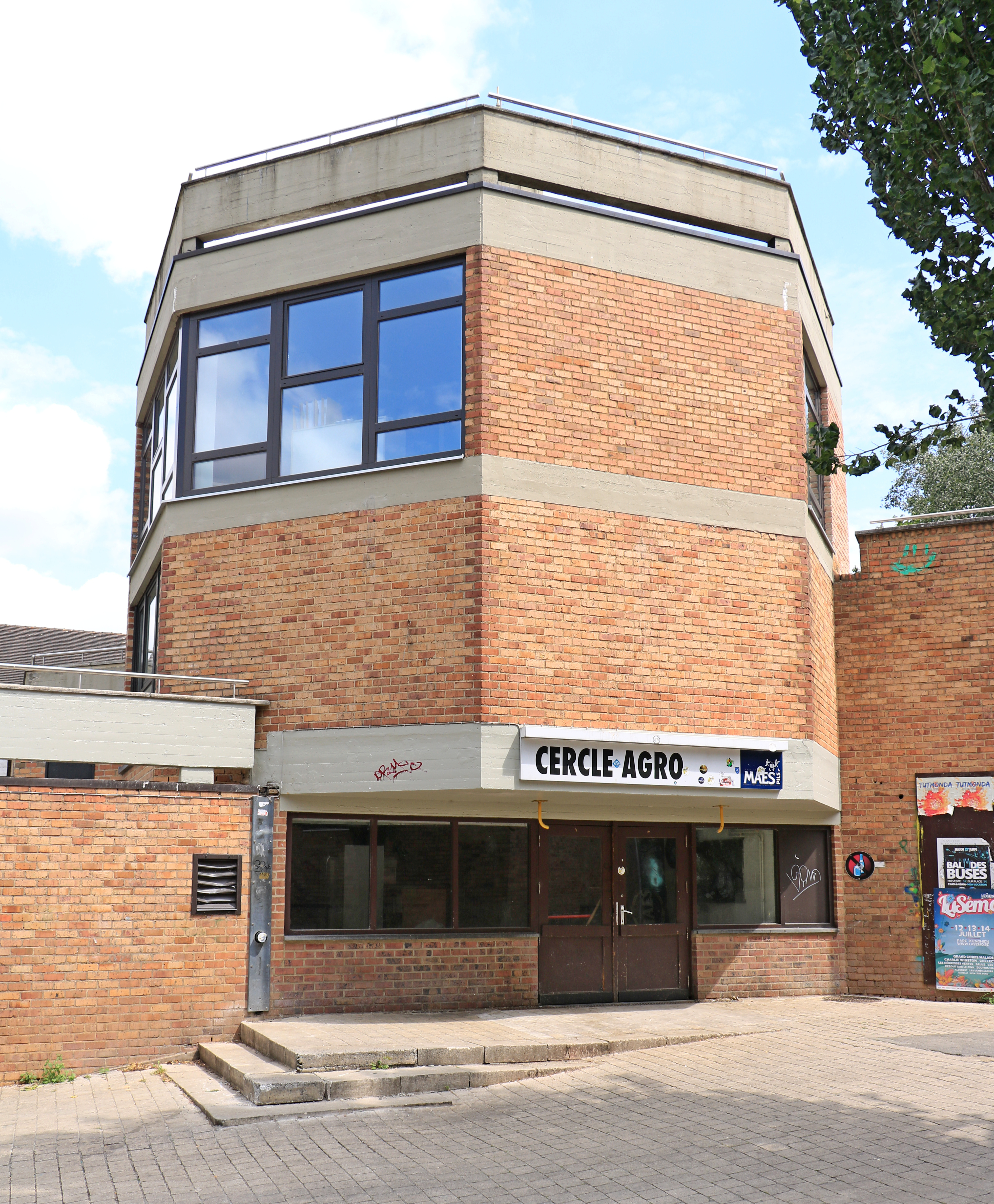
Le Cercle Agro (façade latérale).

## Art public

### Crotte de mammouth

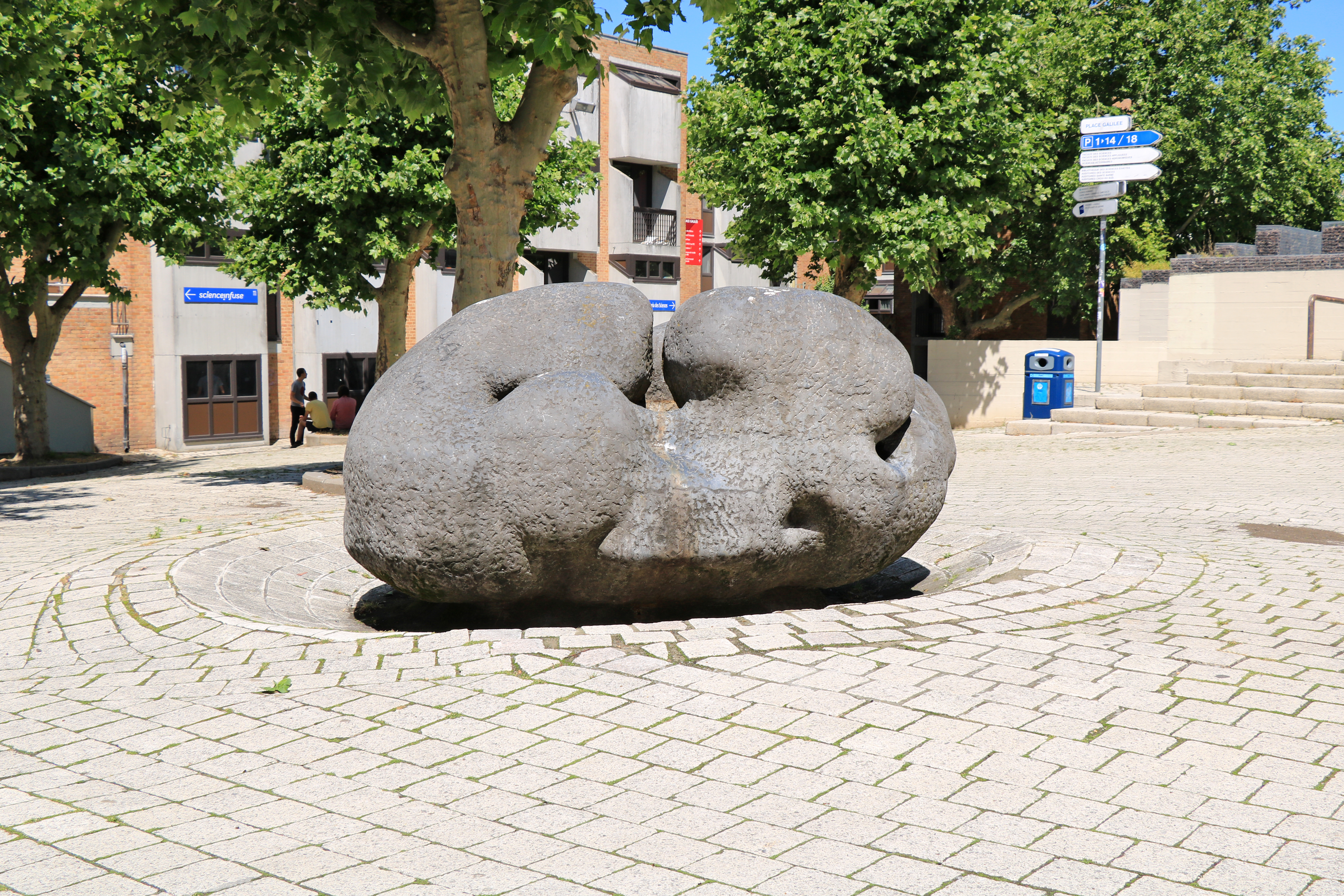
La « Crotte de mammouth ».

Au centre de la place Galilée trône la Fontaine Galilée réalisée en 1978 par le sculpteur Jean Willame,. 
Cette fontaine non figurative de douze tonnes en pierre bleue des carrières de Denée, est surnommée affectueusement la « Crotte de mammouth » par les étudiants,,. 
Elle n'est pas raccordée à l'eau pour des raisons techniques, « au plus grand regret de l'artiste ».
Au pied de la sculpture, une plaque en pierre bleue porte la mention « Fontaine Galilée - Don privé - Sculpture de Jean Willame - 22 octobre 1976 ».

### Fresques de la passerelle de la rue des Wallons
La rue des Wallons part de la place Galilée et descend vers la place des Wallons et vers la gare en passant sous une passerelle en « béton brut » couverte de peintures murales hautes en couleur, réalisées lors du Kosmopolite Art Tour 2012 à Louvain-la-Neuve, un festival international d'art urbain (street art) et de graffiti qui s'est tenu du 30 juillet au 5 août 2012 à Louvain-la-Neuve,,.
Les fresques situées du côté de la place Galilée, peintes dans des tons orangés, ne sont pas sans évoquer les formes géométriques du futurisme et en particulier les formes triangulaires de certaines œuvres du peintre belge Jules Schmalzigaug.
Ces fresques représentent des visages stylisés, l'un de face et l'autre de profil, construits à coups de triangles et de faisceaux de couleur.
Elles arborent le cube en forme de K, logo du festival Kosmopolite, et sont signées par RN411 et FP, le collectif de graffeurs bruxellois Farm Prod.

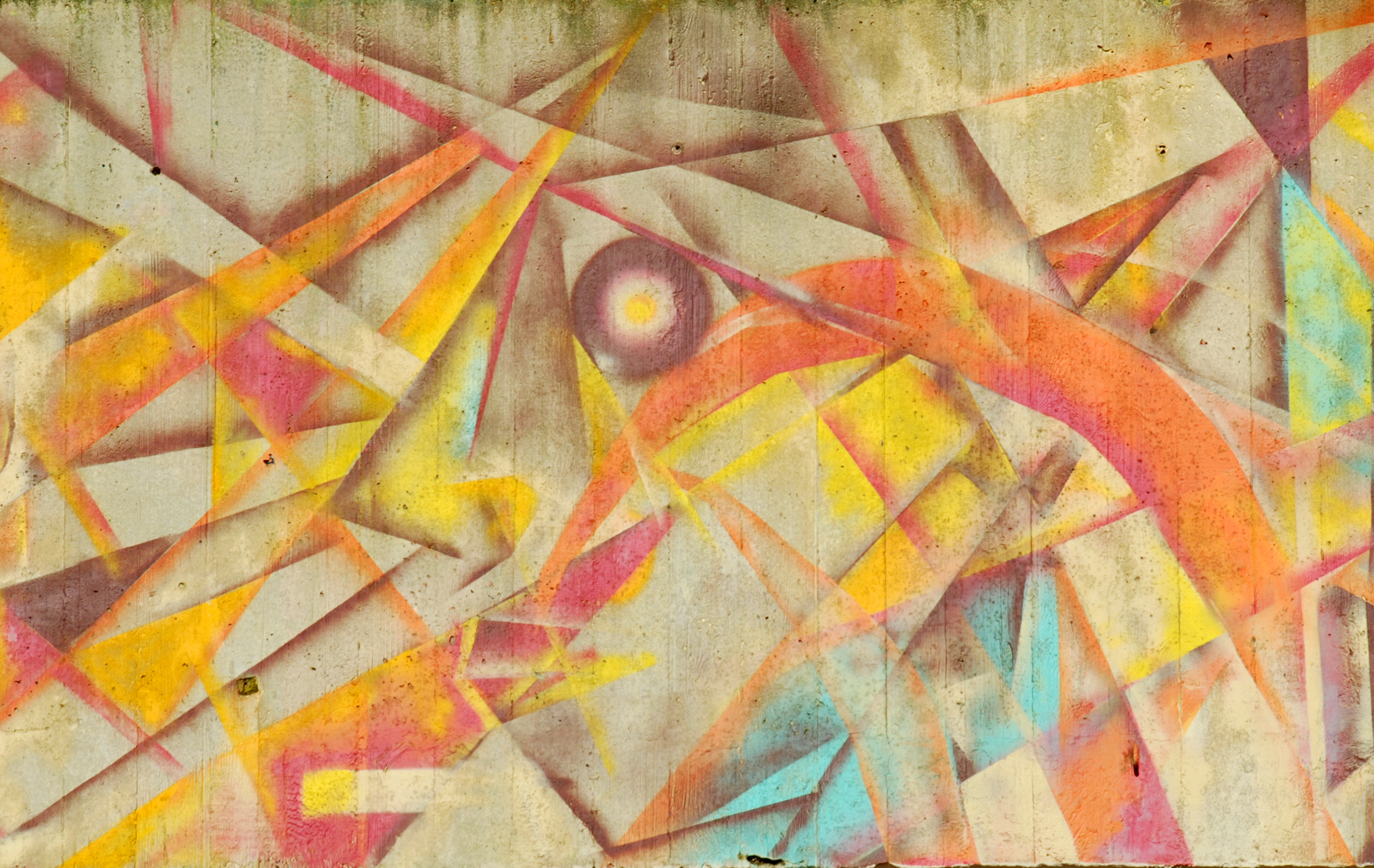
Visage stylisé.
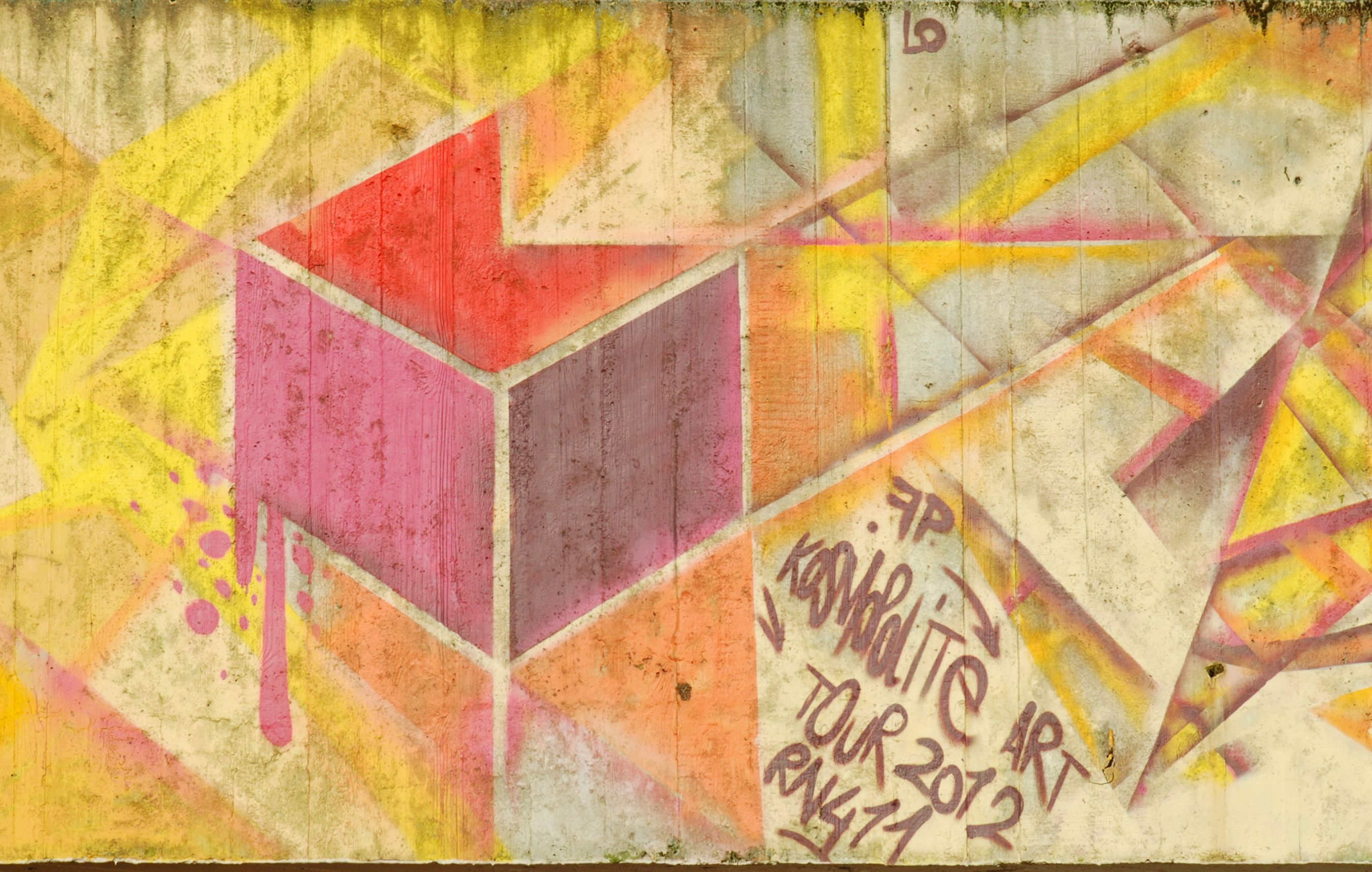
Cube en forme de K, logo du festival Kosmopolite et signatures de Farm Prod et RN411.
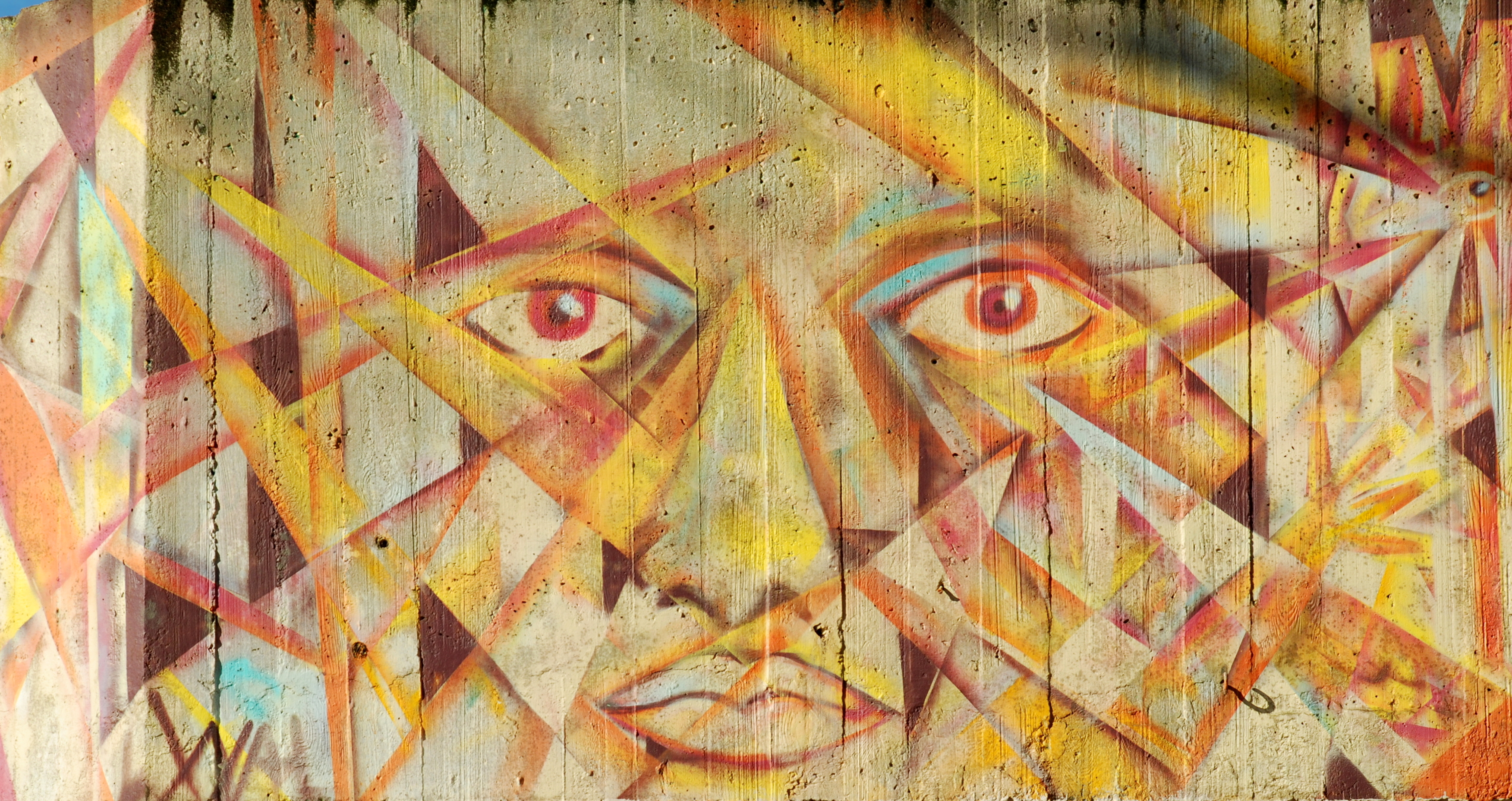
Visage stylisé.

### Fresque de Mart Aire et Zësar Bahamonte
Contre la médiathèque se dresse un pan de mur oblique orné d'une fresque réalisée lors du Kosmopolite Art Tour 2015 à Louvain-la-Neuve, édition 2015 du même festival international d'art urbain (street art) et de graffiti, qui s'est tenue du 31 juillet au 7 août 2015,,,.
La fresque représente un groupe de six musiciens et combine les styles de Mart Aire et de Zësar Bahamonte,.
On distingue clairement dans les trois musiciens au visage blanc le style de Mart Aire, un artiste argentin né en 1986 à Buenos Aires qui a également décoré le parapet de la gare de Louvain-la-Neuve lors du Kosmopolite Art Tour 2015. Mart Aire a commencé à peindre dans les rues de sa ville natale dans les années 1990 et, à l'âge de 12 ans, il s'est joint à des graffeurs plus âgés pour participer à la première grande vague d'artistes graffeurs en Argentine,. Après avoir peint des trains, il s'est tourné vers des peintures murales,. Ses peintures murales, de nature souvent fantaisistes,, sont ludiques, colorées, vibrantes et toujours positives. Il est l'un des rares artistes de rue dont les peintures murales mettent régulièrement en vedette des bicyclettes, ou des gens stylisés à bicyclette qu'il peint avec de fines lignes réalisées à main levée,.
Les trois musiciens au visage jaune révèlent quant à eux le style de Zësar Bahamonte, un artiste espagnol né à Séville et aujourd'hui actif à Montevideo en Uruguay, également auteur de fresques sur la passerelle du chemin des Lorrains lors du Kosmopolite Art Tour 2015. L'un des musiciens joue de la guitare, l'autre du saxophone et le troisième joue du soubassophone, un grand instrument à vent typique des fanfares.

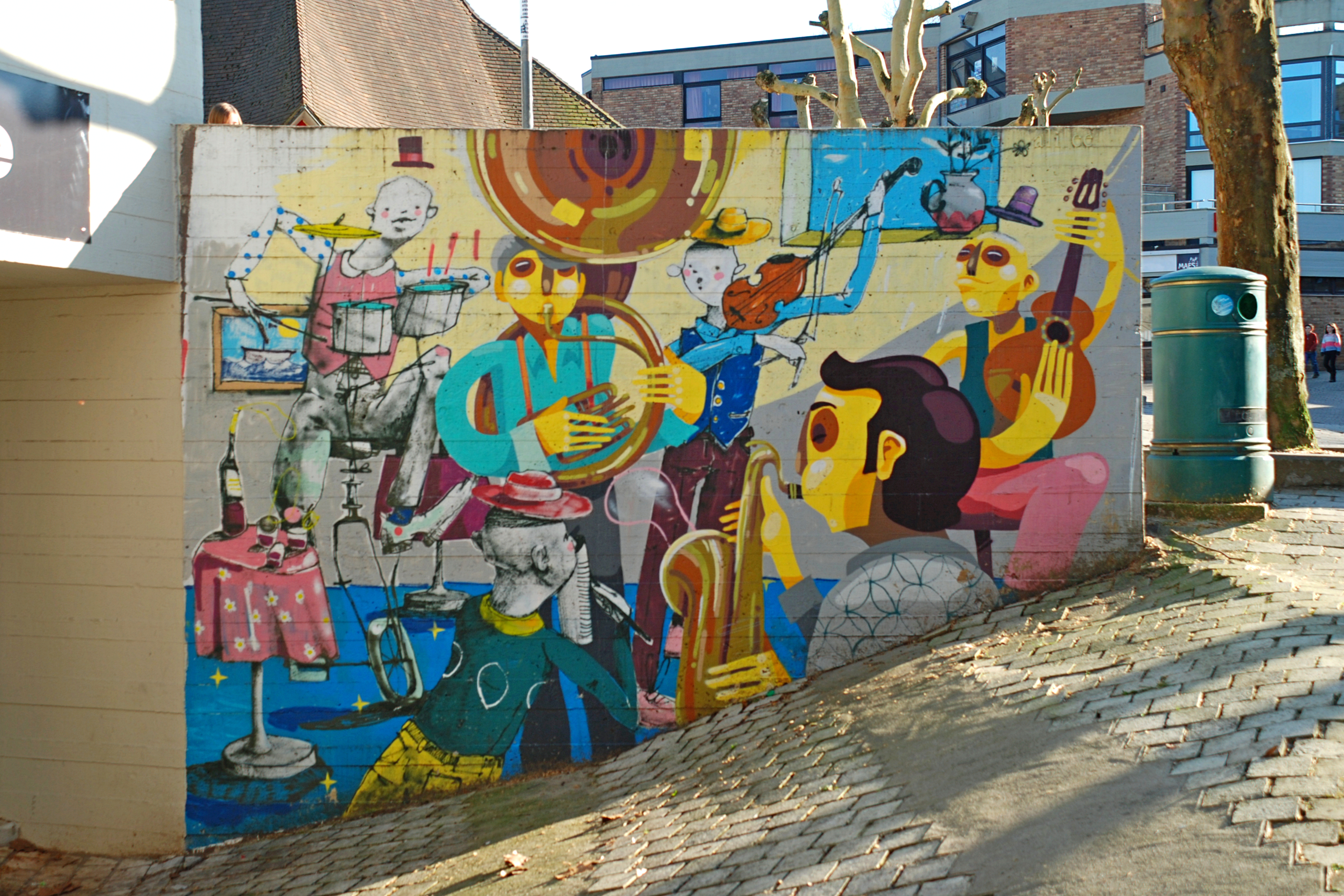
Fresque de Mart Aire et Zësar Bahamonte.
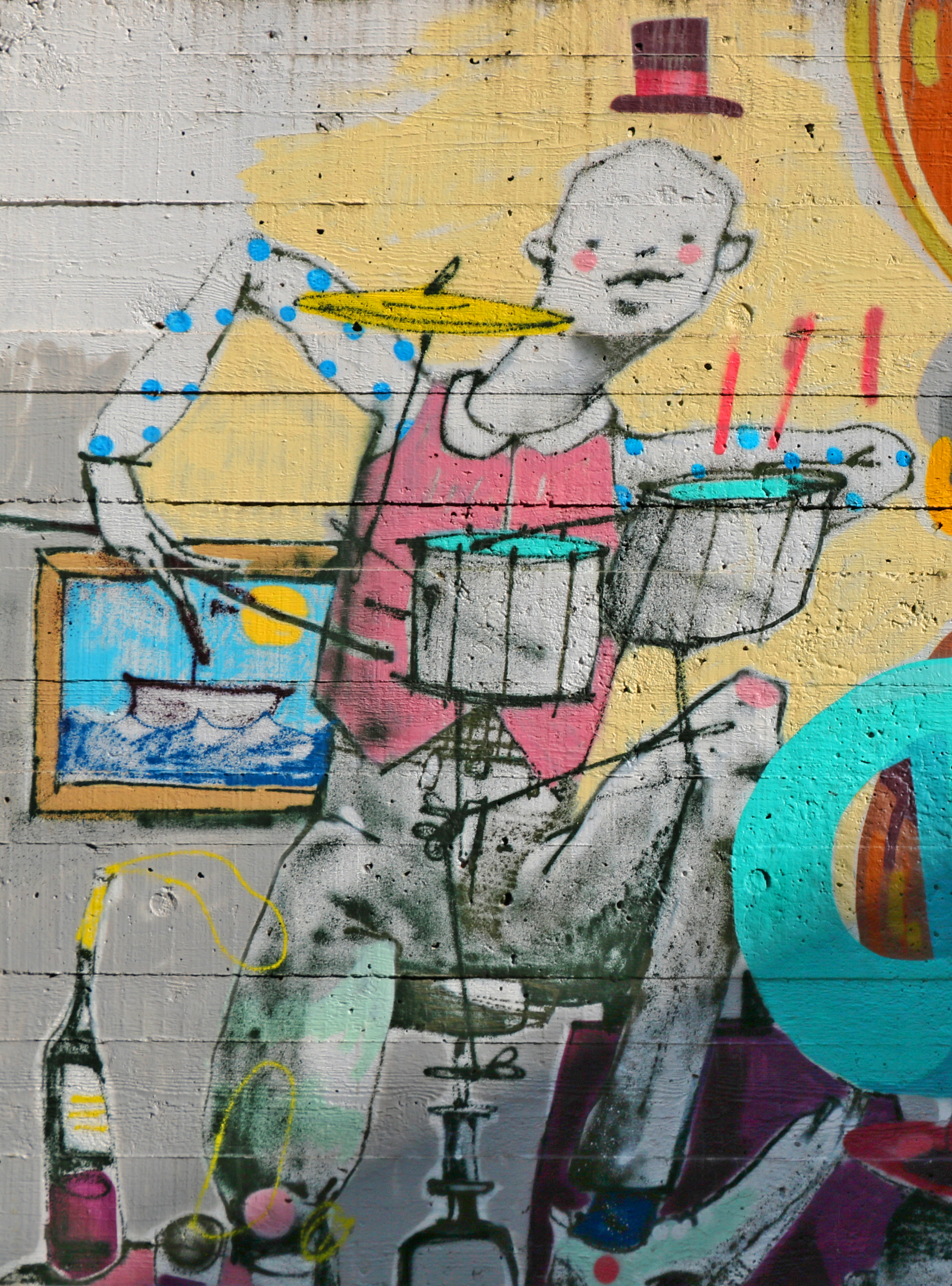
Le batteur.
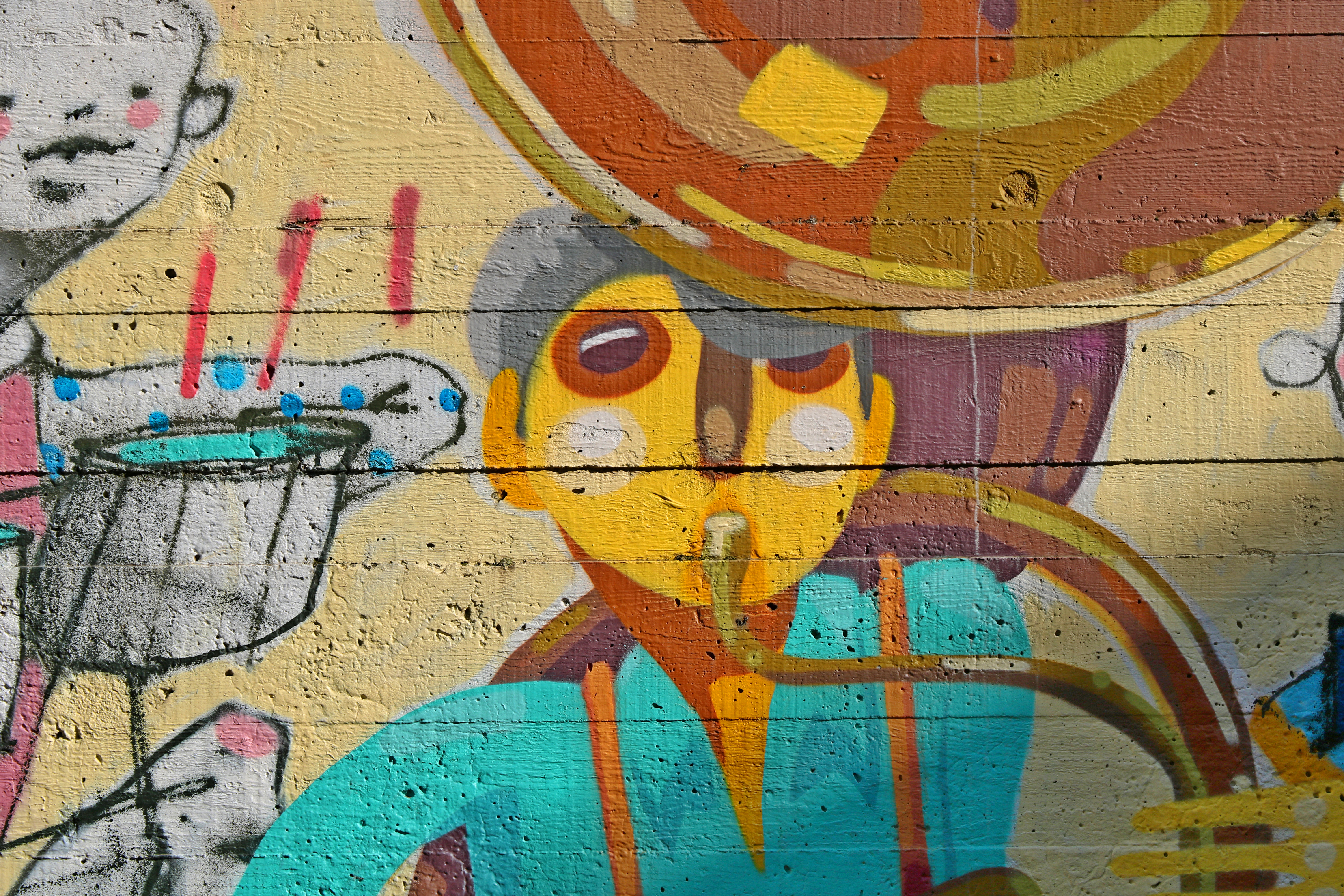
Le joueur de soubassophone.

### Pochoirs de Jaune
En 2021, après les deux éditions du festival « Kosmopolite Art Tour » organisées à Louvain-la-Neuve en 2012 et 2015 (Kosmopolite Art Tour 2012 à Louvain-la-Neuve et Kosmopolite Art Tour 2015 à Louvain-la-Neuve), la ville d'Ottignies-Louvain-la-Neuve s'associe à nouveau à l'UCLouvain et au collectif de graffeurs bruxellois Farm Prod pour enrichir le patrimoine artistique de la commune par la réalisation de peintures murales et d'interventions au pochoir,.
Du 1er au 10 juillet 2021, Jaune, un artiste belge originaire de Beauvechain, réalise des pochoirs mettant en scène des ouvriers communaux dans des situations humoristiques à huit endroits de Louvain-la-Neuve,. Jaune entend mettre en évidence ces ouvriers qui évoluent en arrière-plan  de manière presque invisible alors qu'ils portent des tenues fluorescentes.
Sur le parapet du Pont-Neuf à l'entrée de la place Galilée, il a représenté deux ouvriers communaux qui se reposent en faisant sécher leurs vêtements de travail. 
Sur le mur du restaurant universitaire, non loin de la fresque de Mart Aire et Zësar Bahamonte, Jaune a peint quatre ouvriers communaux qui affrontent un énorme monstre de couleur rose, bien plus grand qu'eux.

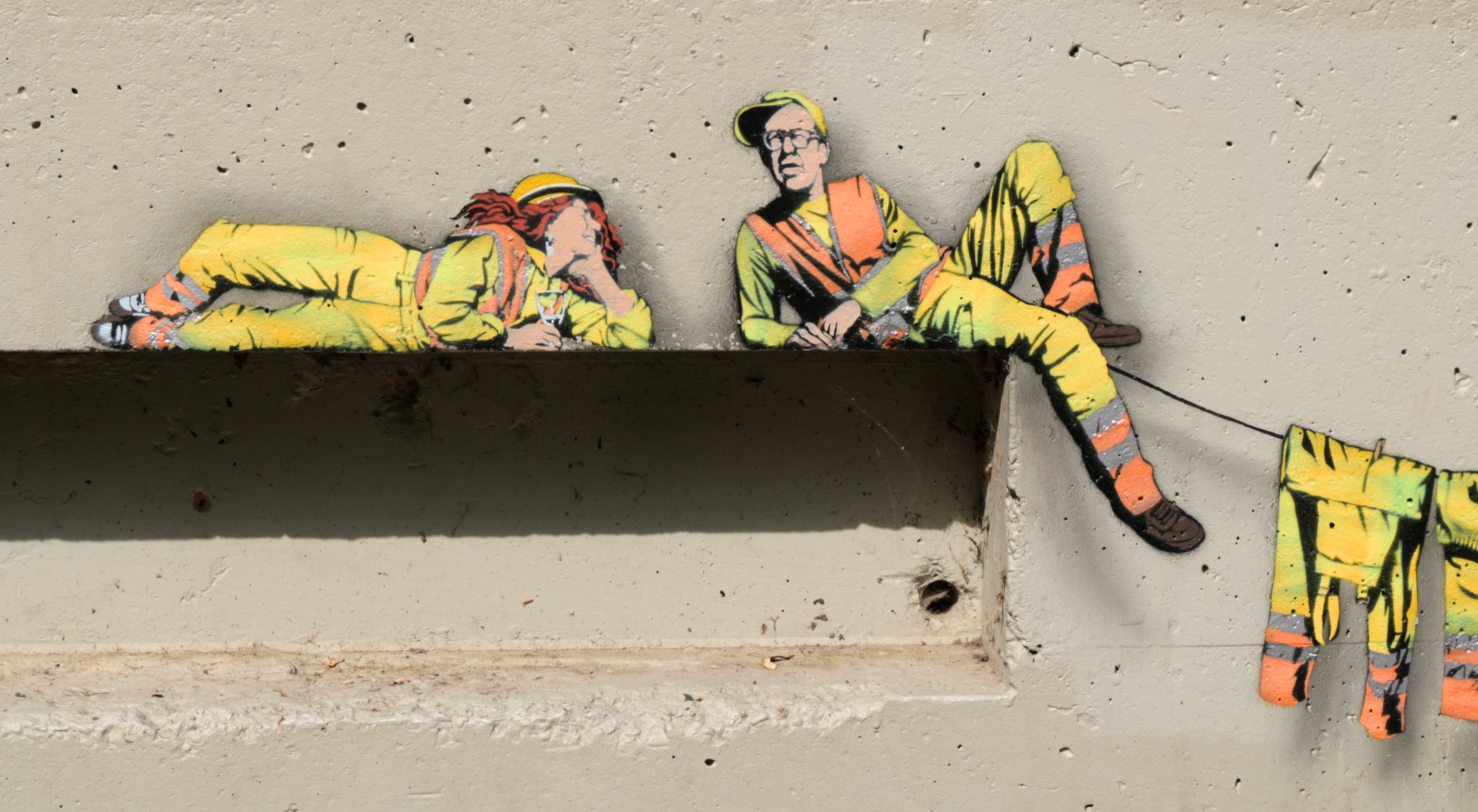
Rue du Pont-Neuf.
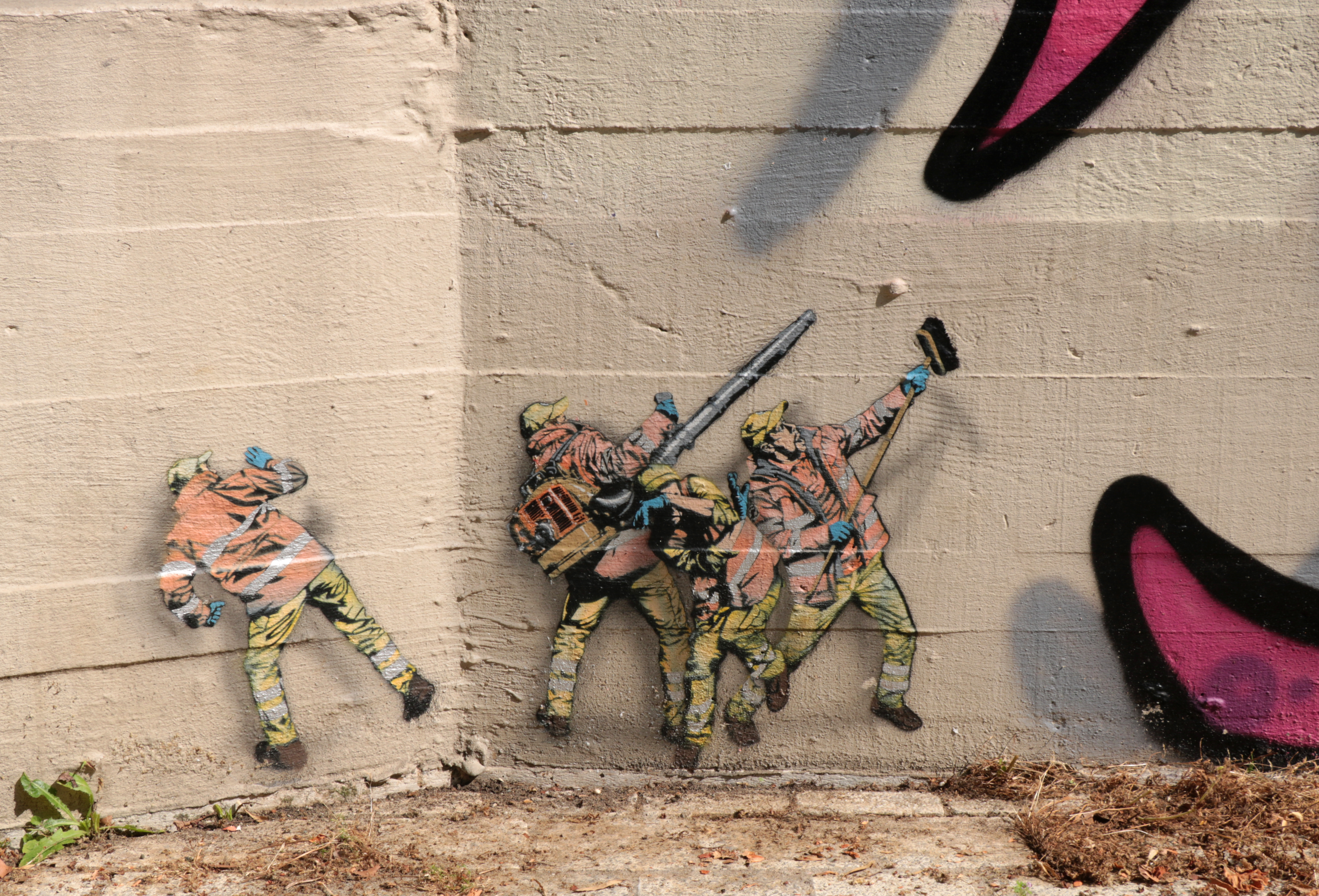
Restaurant universitaire (détail).
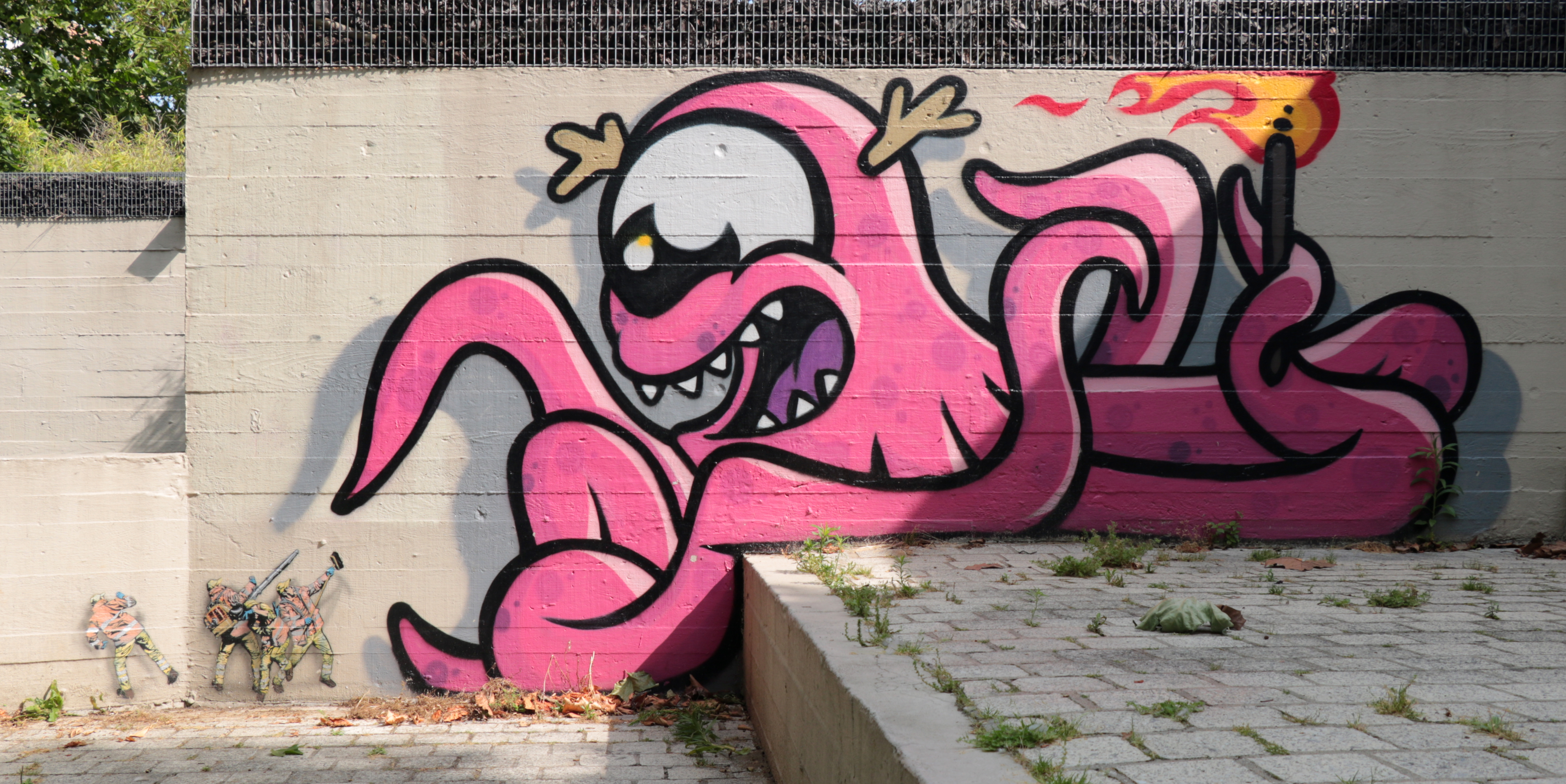
Restaurant universitaire.

## Art public aux abords de la place Galilée
Les environs de la place Galilée sont également ornés de plusieurs œuvres d'art public.

### Tendre VioletteetBroussaille

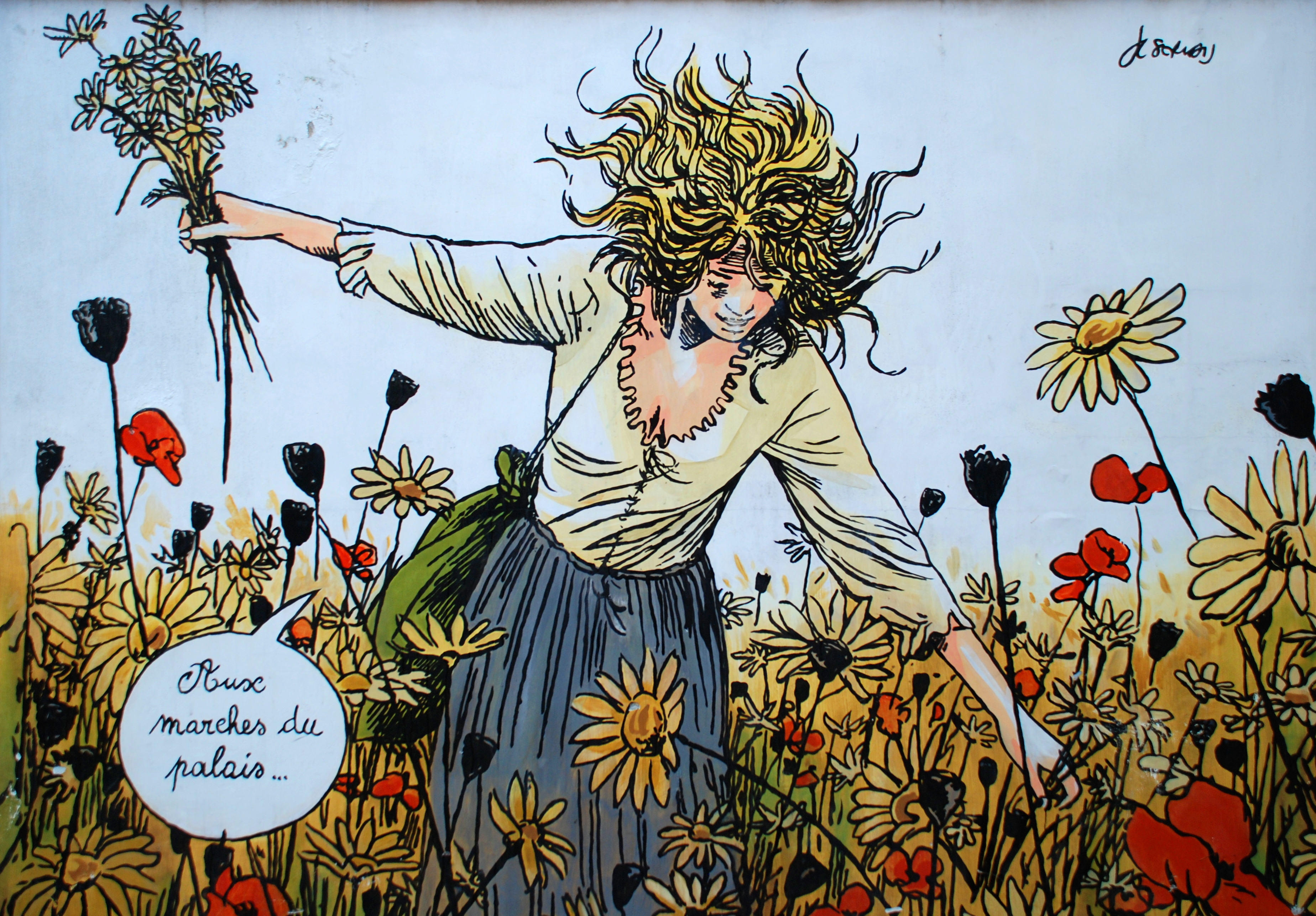
Tendre Violette.

Les ruelles qui partent de la place Galilée abritent plusieurs peintures murales. 
La fresque Tendre Violette a été réalisée en 2004 par le dessinateur Jean-Claude Servais avec des étudiants du « Kot BD » dans la ruelle Saint-Éloi,,. La jolie blonde cueille avec insouciance des fleurs des champs en chantant « Aux marches du palais ». En 2013, la fresque est endommagée car le mur s'écaille et, en accord avec l'artiste, le service UCL Culture décide de faire repeindre la fresque à l'identique par des membres de la maison des jeunes de Louvain-la-Neuve,.
Dans la ruelle Dédale, qui donne sur la rue des Wallons, Les Baleines publiques de la série Broussaille, du dessinateur Frank Pé est une peinture murale en 5 parties réalisée en 1993 par le « Kot BD » avec le concours de l'Administration des domaines de l'UCL et du comité de gestion des « kots à projets ». La fresque, dans laquelle « Broussaille se sent comme un poisson dans l'eau », a été rénovée en 2004 mais sa partie droite (Le poisson-chat de la ligne 14) est très dégradée.

Fresque Les Baleines publiques
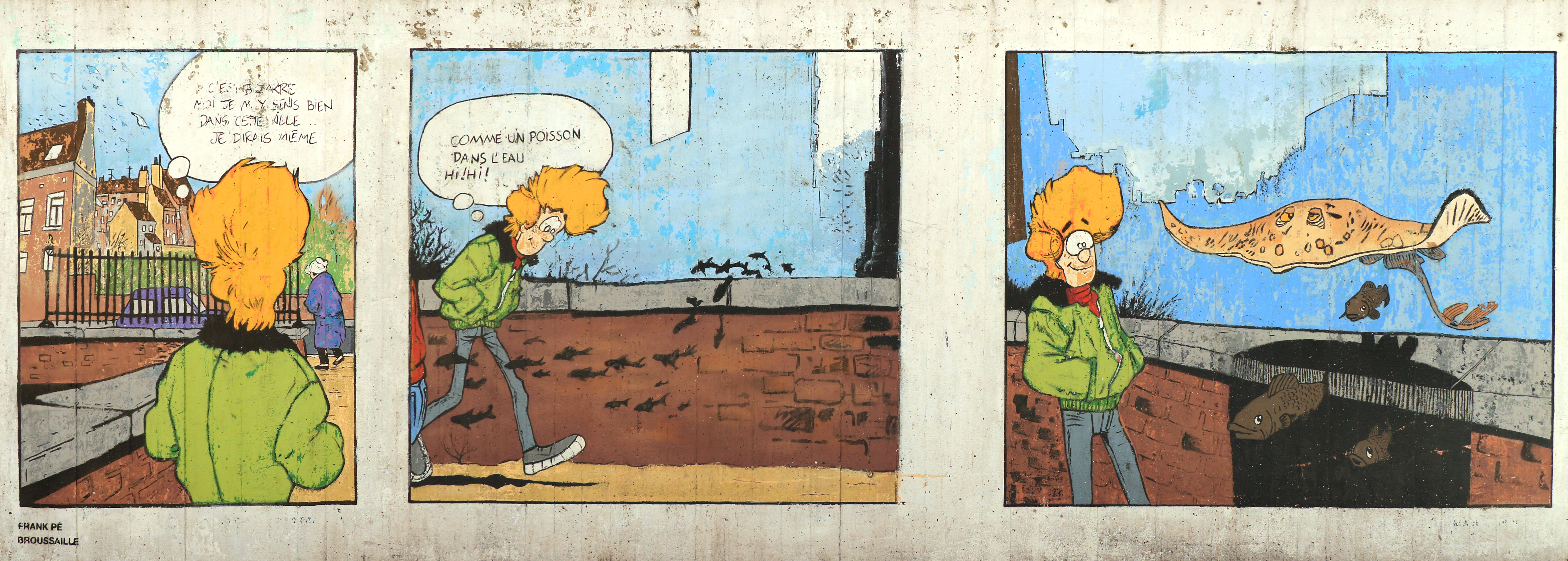
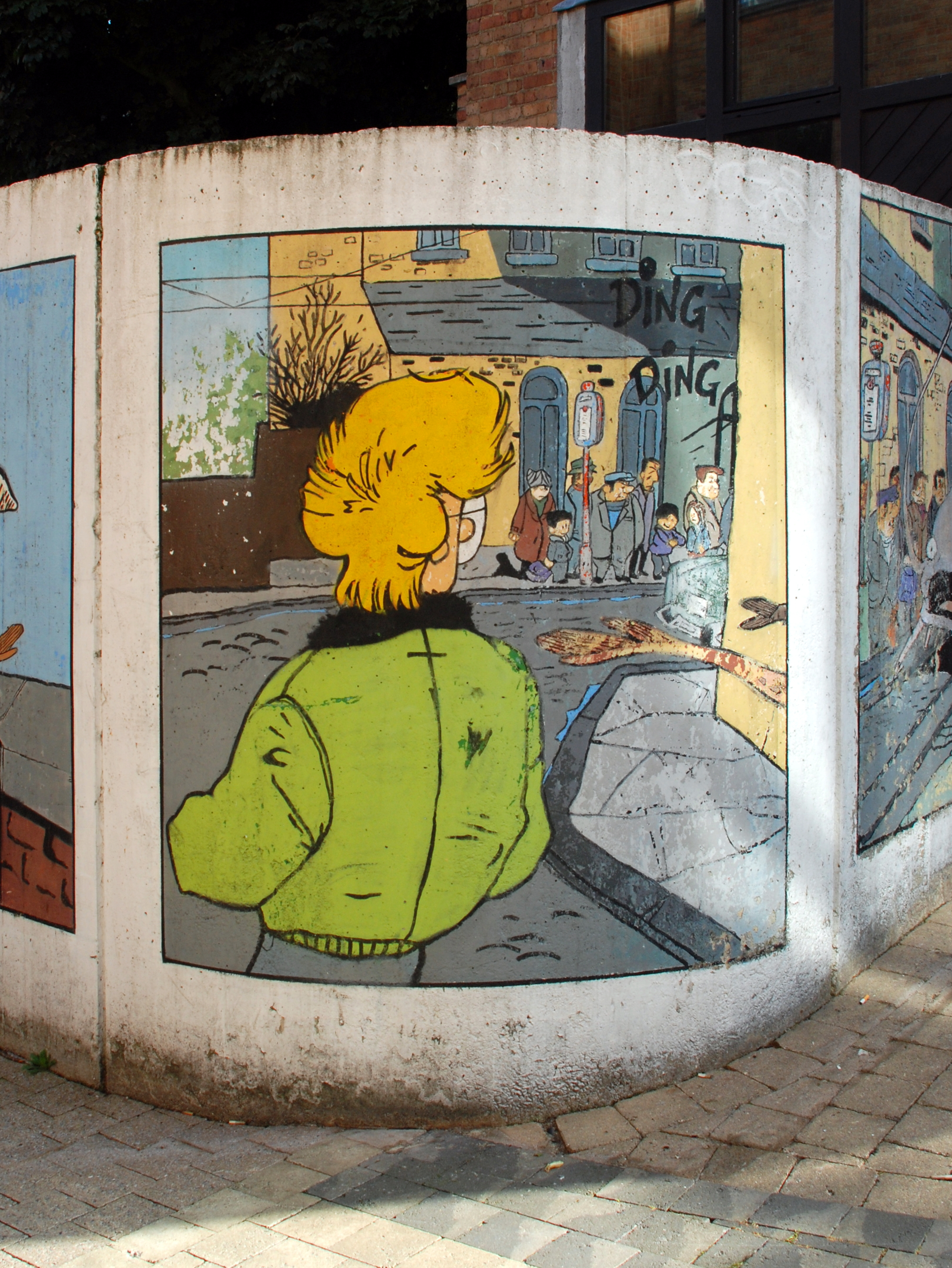
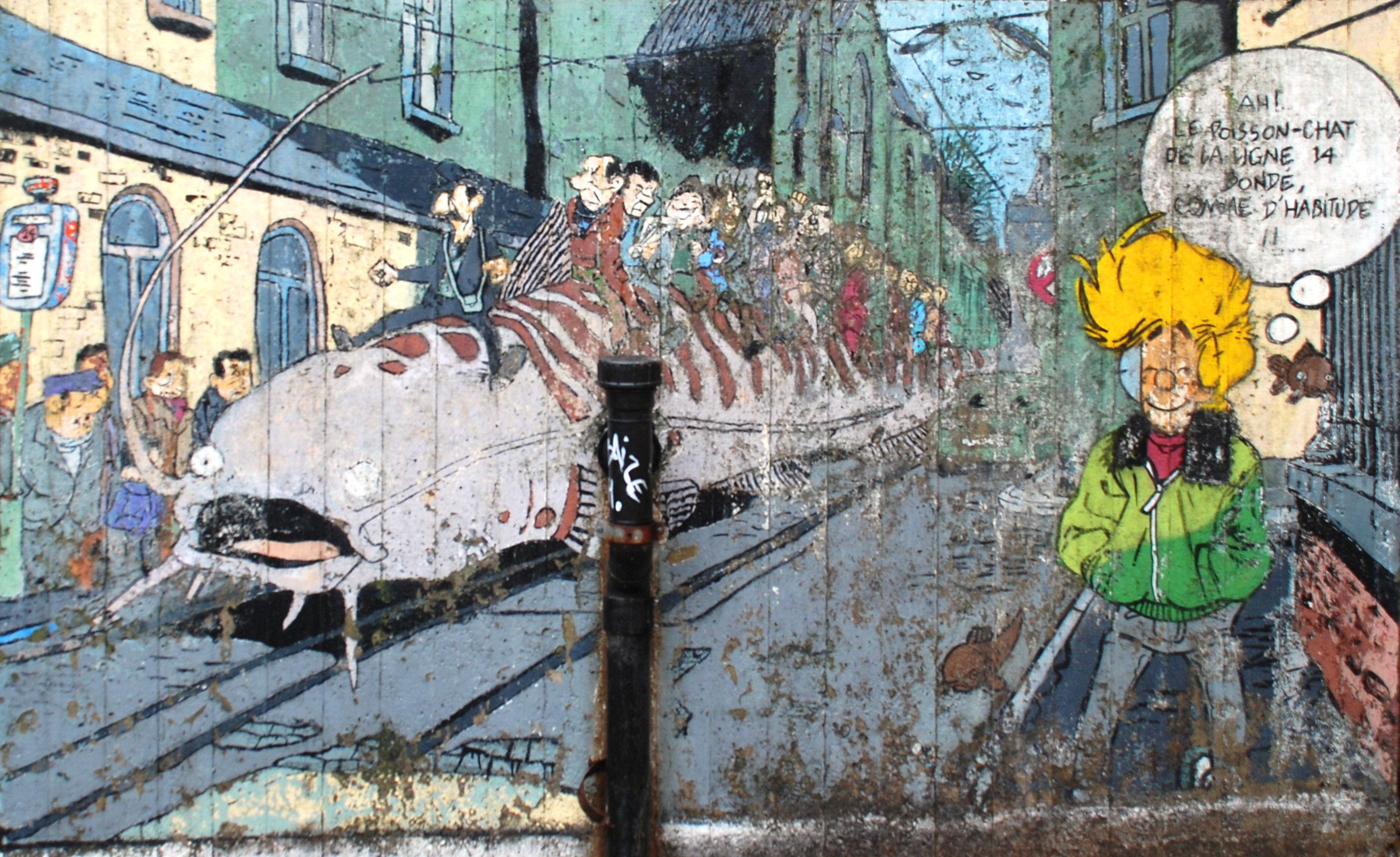

### Largo Winch

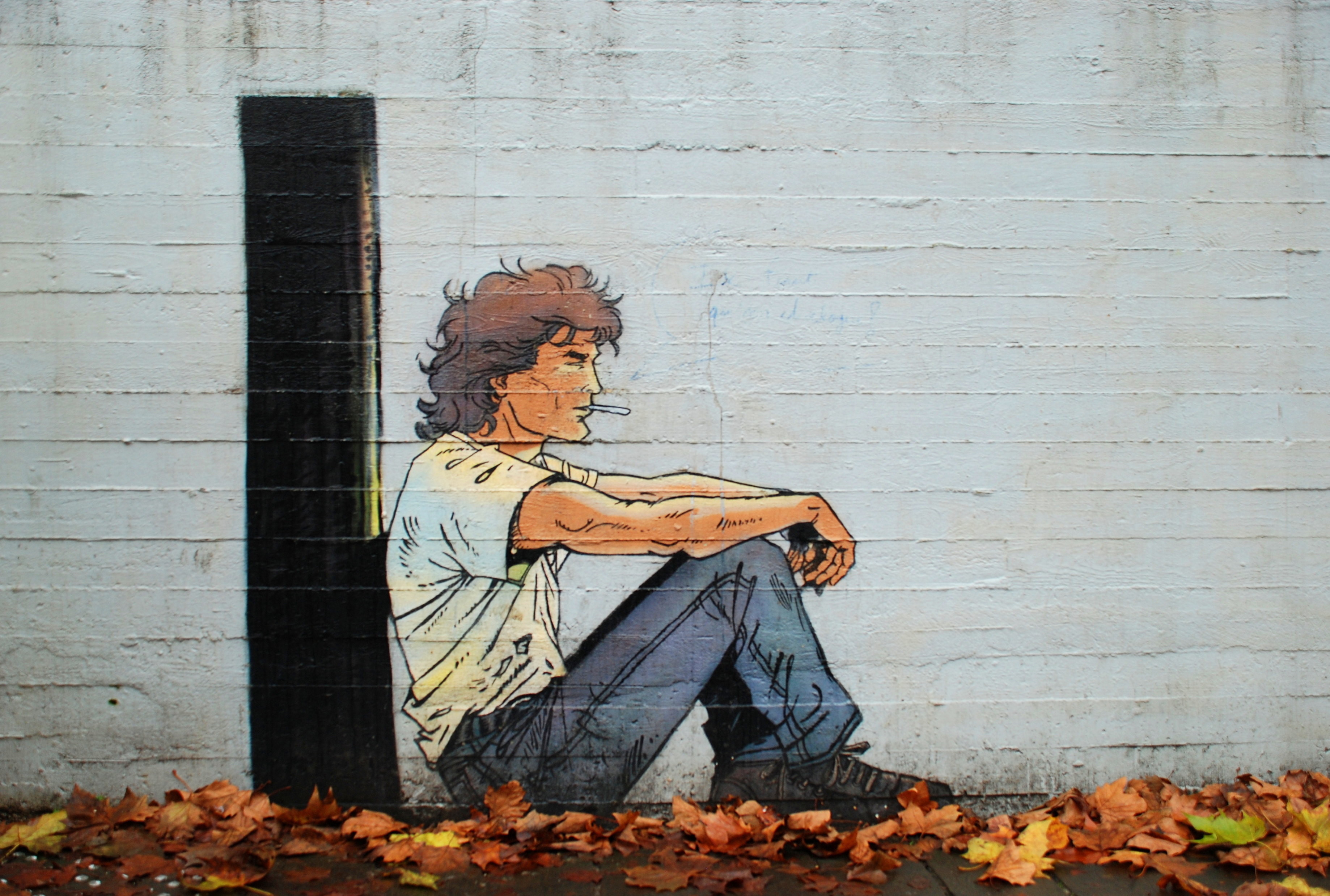
Largo Winch.

Dans l'angle sud-ouest de la place des Sciences, un pan de mur est orné d'une peinture murale réalisée par un kot-à-projet, représentant Largo Winch,, héros de la bande dessinée du même nom de Philippe Francq et Jean Van Hamme. Largo Winch est peint à même le béton brut, assis contre un mur, comme beaucoup d'étudiants qui fréquentent cette place.

### Cet instant unique qui n'avait pas d'hier
Sous le préau qui précède les auditoires des Sciences, sur la place des Sciences, se dresse un monument à la mémoire de Georges Lemaître, réalisé en 2016 par l'artiste ottintoise Gigi Warny et intitulé Cet instant unique qui n'avait pas d'hier.
La petite statue en bronze représente Georges Lemaître en train d'enseigner, un morceau de craie dans la main droite, devant un tableau sur lequel est dessiné un diagramme qui indique le point zéro – le Big Bang - le présent et évolution possible de l'univers en expansion.
L'ensemble s'élève sur un socle sur lequel est gravé un hommage à Georges Lemaître :

« Cet instant unique qui n'avait pas d'hier
 
Georges Lemaître (1894 - 1966)

Père de la théorie du Big Bang

Gigi Warny 2016 »

Cet instant unique qui n'avait pas d'hier
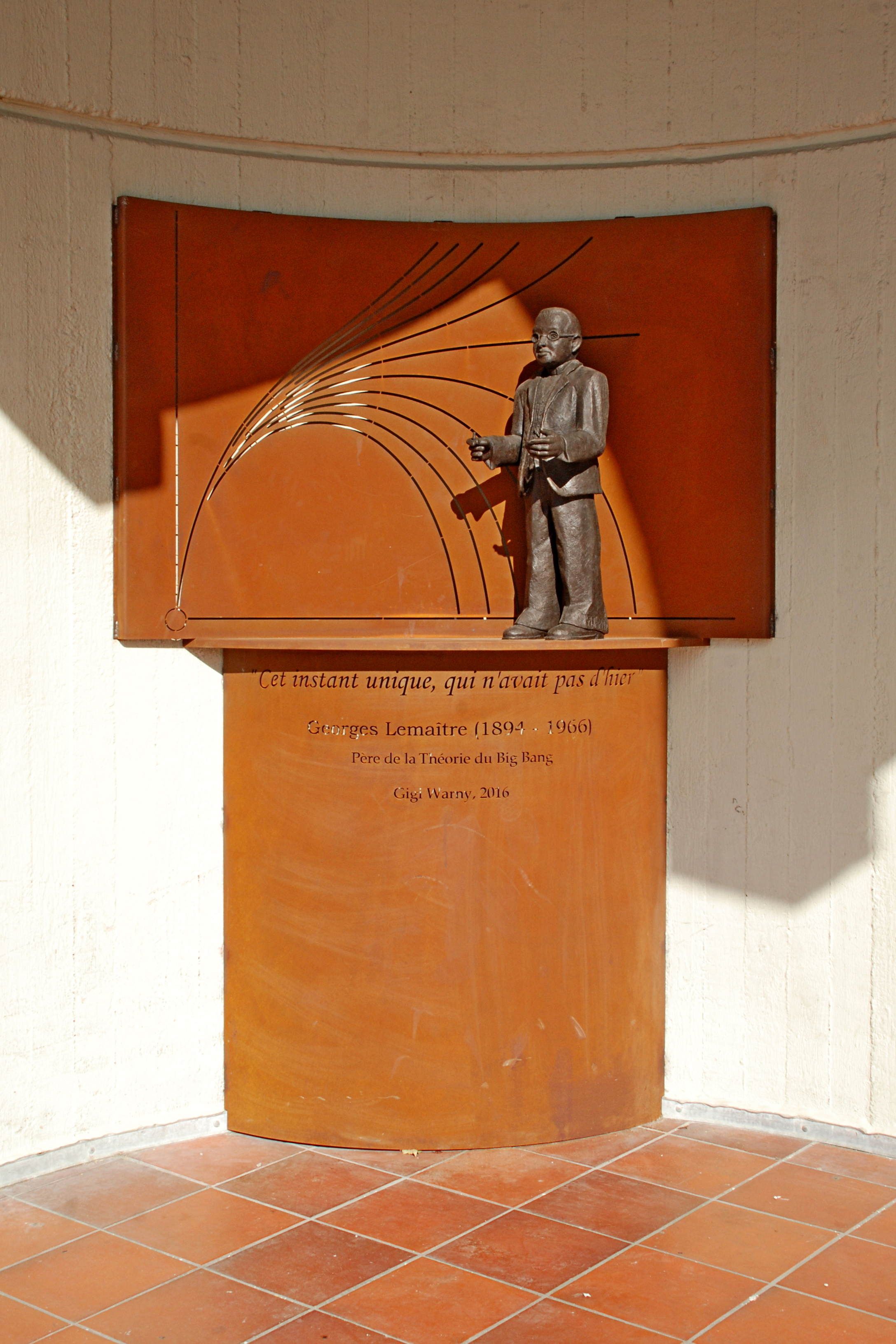
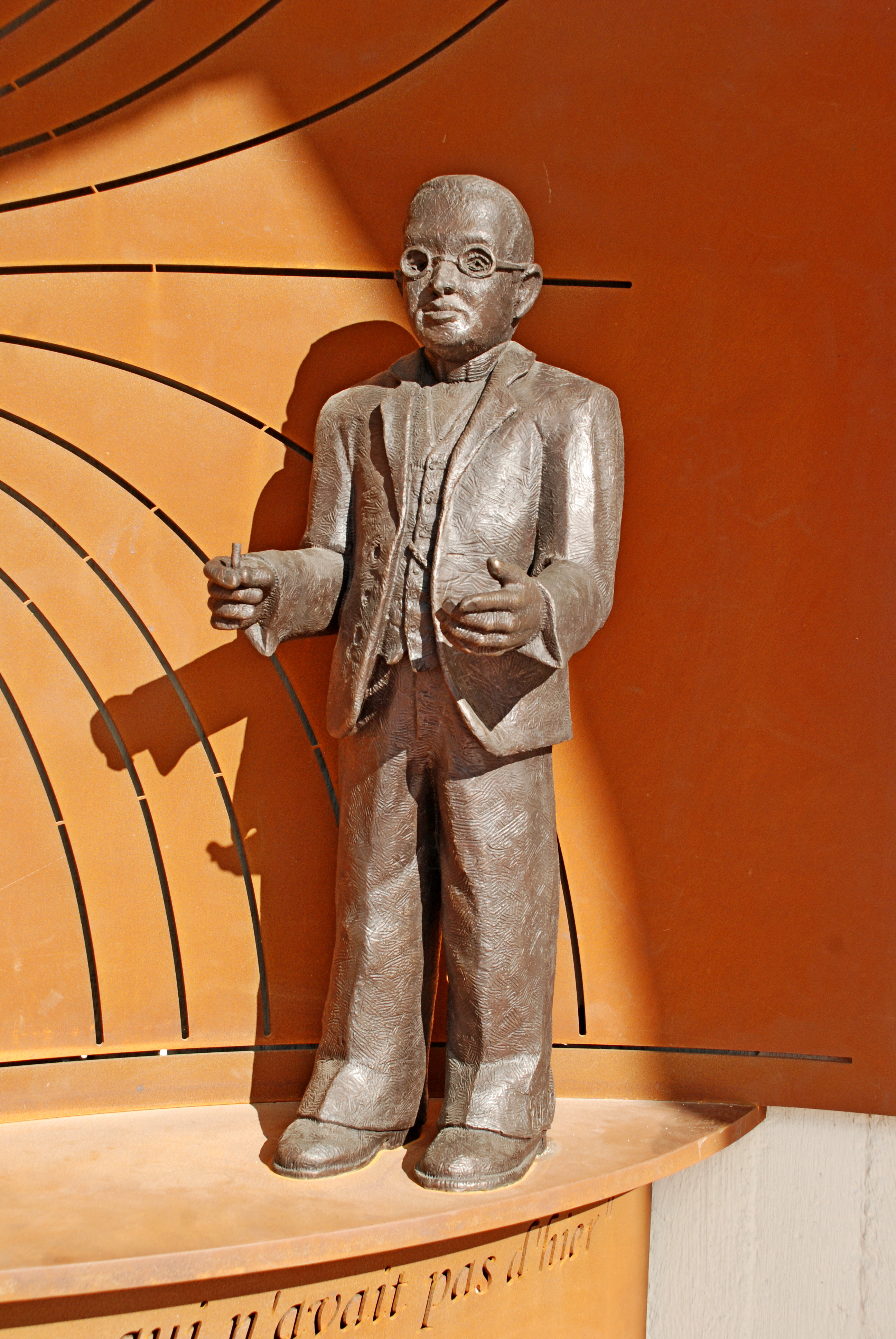
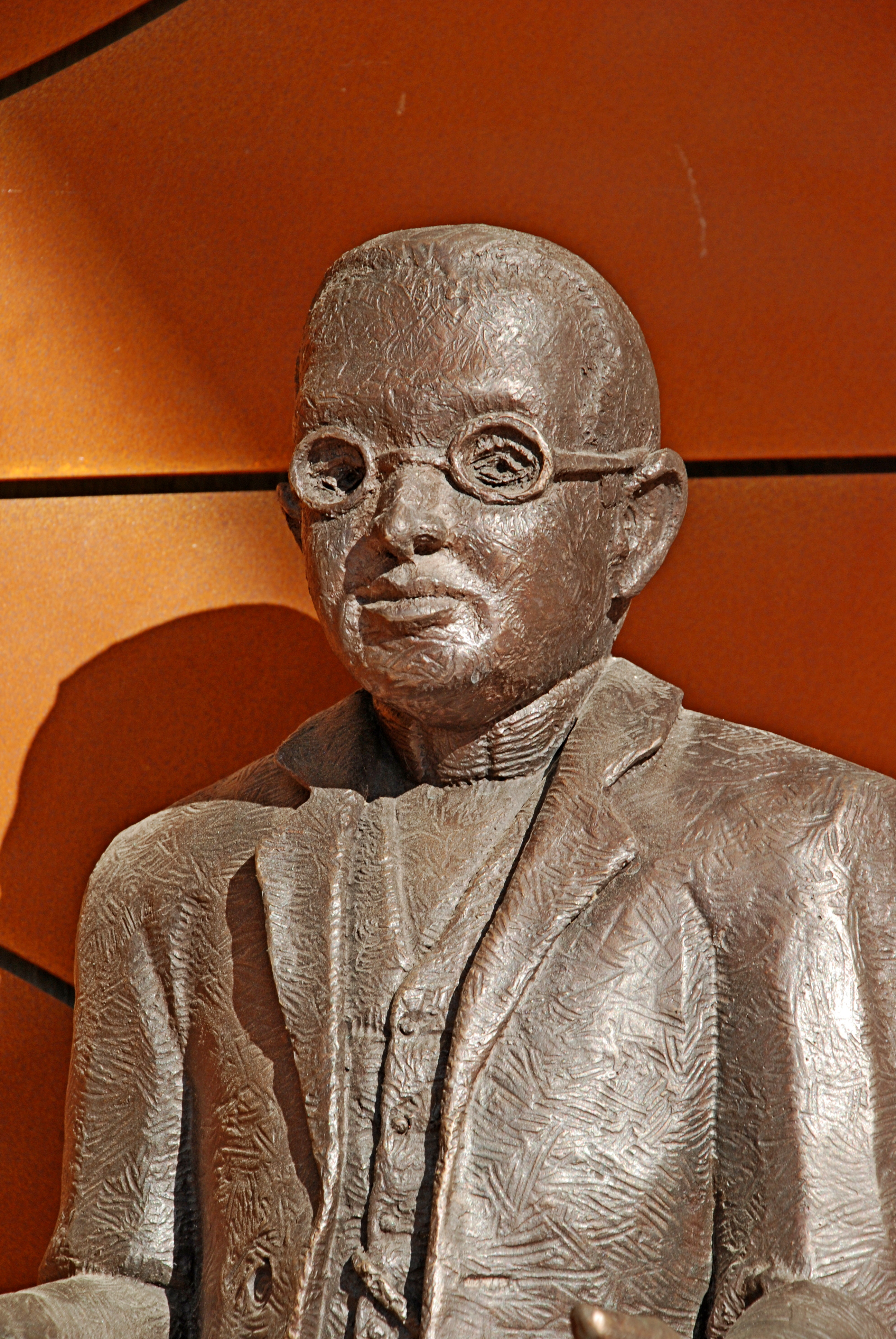